# Liste der Straßen und Plätze in Berlin-Prenzlauer Berg

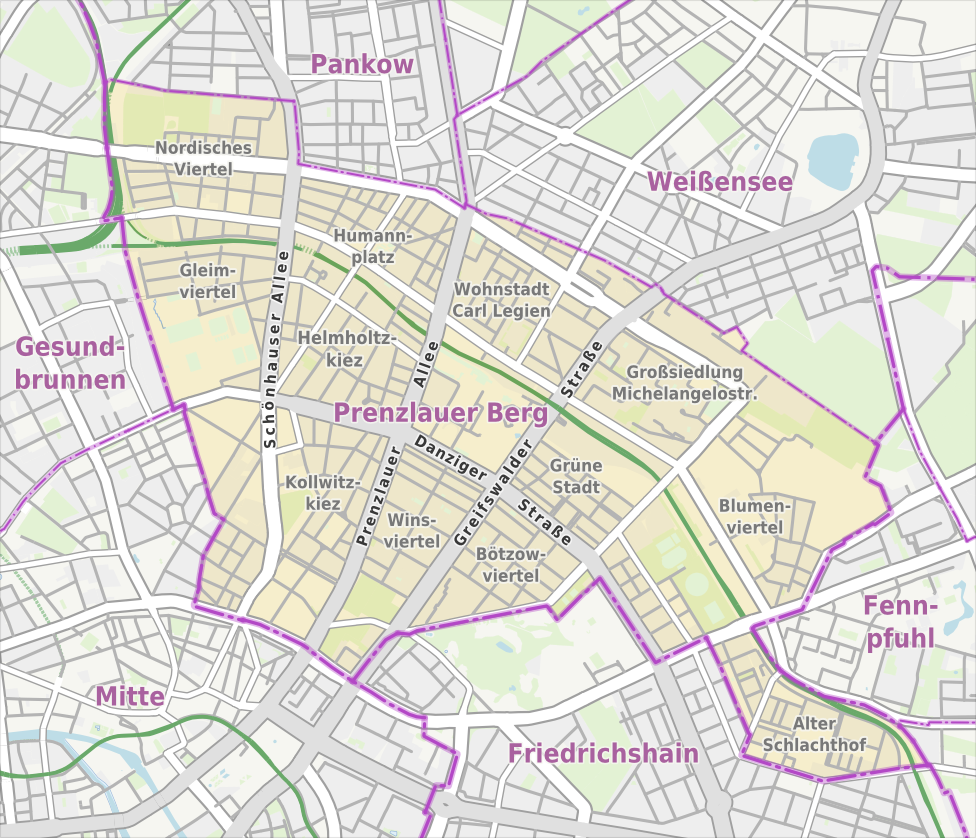
Übersichtskarte von Berlin-Prenzlauer Berg

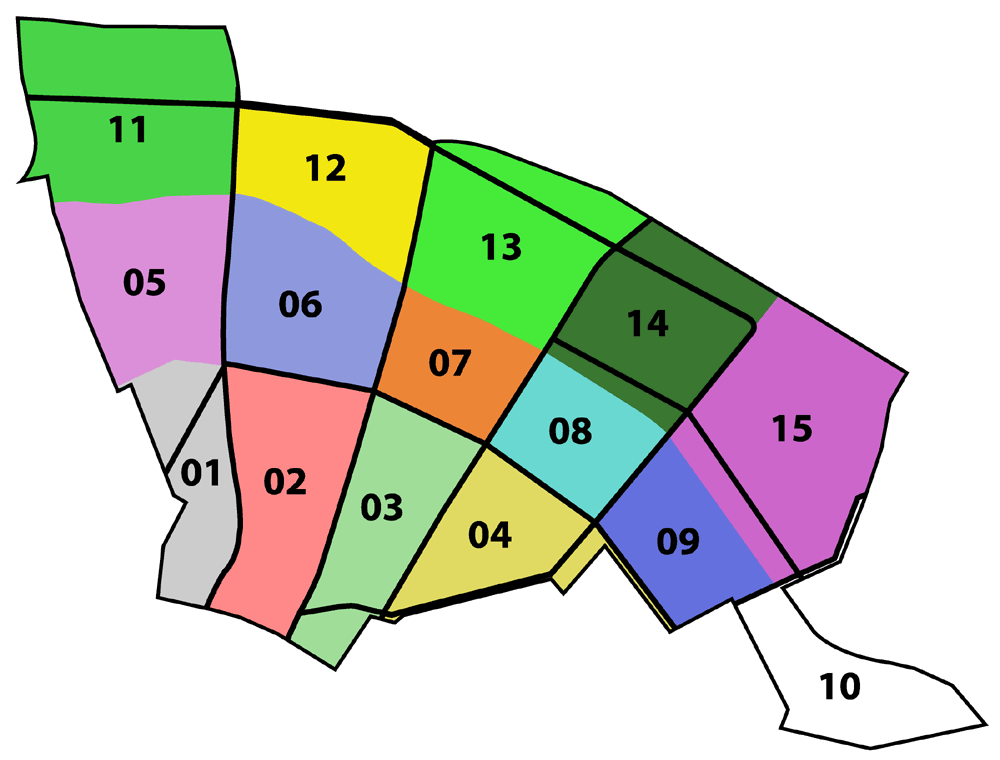
Die Stadtviertel in Prenzlauer Berg
01 Kastanienallee / Teutoburger Platz
02 Kollwitzplatz (Kollwitzkiez)
03 Winsstraße
04 Bötzowviertel
05 Falkplatz (Gleimviertel)
06 Helmholtzplatz / Pappelallee
07 Thälmannpark
08 Saefkowstraße (Grüne Stadt)
09 Gebiet Conrad-Blenkle-Straße am Velodrom
10 Alter Schlachthof
11 Arnimplatz (Nordisches Viertel)
12 Humannplatz / Stahlheimer Straße
13 Grellstraße / Ostseeplatz (Wohnstadt Carl-Legien)
14 Greifswalder / Michelangelostraße
15 Blumenviertel (zur Unterscheidung hat sich ‚Blümchenviertel‘ eingebürgert)

Die Liste der Straßen und Plätze in Berlin-Prenzlauer Berg beschreibt das Straßensystem im Berliner Ortsteil Prenzlauer Berg mit den entsprechenden historischen Bezügen. Gleichzeitig ist diese Zusammenstellung ein Teil der Listen aller Berliner Straßen und Plätze.

## Überblick
Der Ortsteil untergliedert sich in einzelne Bereiche wie das Bötzowviertel oder die Wohnstadt Carl Legien – eine zwischen 1928 und 1930 nach Plänen von Bruno Taut und Franz Hillinger entstandene Großsiedlung, die unter Denkmalschutz steht. Im Juli 2008 wurde die Wohnstadt als eine von sechs Siedlungen der Berliner Moderne in die UNESCO-Liste des Weltkulturerbes aufgenommen.
Weiter gehören zum System der Straßen und Plätze der Neubaukomplex um den Ernst-Thälmann-Park (entstanden zwischen 1970 und 1980 mit Wohnraum für etwa 10.000 Personen), Wohngebiete zwischen Grellstraße und Ostseestraße, die überwiegend aus den 1920er Jahren stammen sowie das Entwicklungsgebiet Alter Schlachthof, das durch Schließung des Zentralviehhofs in den 1990er Jahren entstand (siehe Kartenwerk, Nr. 10). In der Gegend um die Greifswalder Straße, um die Prenzlauer Allee und die Schönhauser Allee gibt es zahlreiche Mietskasernen aus der Bauzeit um das Jahr 1900, die wegen der zunehmenden Ansiedlung von Industriebetrieben als preisgünstige Unterkünfte für die Familien der Fabrikarbeiter benötigt wurden.
Die ersten Planstraßen erhielten zwischen 1874 und 1890 Namen nach französischen Orten oder ab 1881 bis um 1910 nach Orten der deutschen Provinzen Pommern, Ostpreußen, Westpreußen. Später wurden Straßennamen nach Ländern oder Städten aus Skandinavien und Belgien vergeben. Sehr viele Straßennamen ehren berühmte Personen, Politiker oder Personen der Regionalgeschichte. Die Verkehrswege des Wohnviertels um Schneeglöckchen- und Maiglöckchenstraße wurden nach Blumen benannt. Mitte bis Ende der 1970er Jahre wurde auf vormaligen Kleingartengelände die Großsiedlung Michelangelostraße errichtet, da dies im Stadtbezirk Prenzlauer Berg mit seiner Innenstadtlage in Ost-Berlin eine zusammenhängende Baufläche bot, nach der Lage auf ehemaligem Windmühlenberg zunehmend als Mühlenviertel bezeichnet.
Der Name „Prenzlauer Berg“ wurde erstmals in einem Erlass des Königlichen Polizeipräsidiums aus dem Jahr 1826 für die Gegend der Windmühlen- und Weinberge genannt. Prenzlauer Berg hat 169.882 Einwohner (Stand: 31. Dezember 2024) und umfasst die Postleitzahlenbereiche 10405, 10407, 10409, 10435, 10437, 10439, 10119, 10247 und 10249. Im Ortsteil befinden sich 208 gewidmete Straßen sowie zwölf benannte Stadtplätze. Von den Straßen gehören 14 auch zu den Nachbarortsteilen (Kiezen). Die Gesamtlänge aller Bundes- und Stadtstraßen in Prenzlauer Berg beträgt 110,8 Kilometer. Den Rang einer Bundesstraße haben die Straßenzüge Otto-Braun-/Greifswalder Straße mit der B 2, Petersburger/Danziger Straße/Schönhauser Allee mit der B 96a und die Prenzlauer Allee mit der B 109.
Die Rückbenennung einiger nach Kommunisten oder Politikern bezeichneten Straßen ab 1992 gemäß Beschluss des Senats ging mit etlichen Widerständen durch das Bezirksamt und betroffener Anwohner einher. Erst der 1995 erfolgte Eingriff des damaligen Bausenators Herwig Haase führte zur Namensänderung vor allem der großen Straßenzüge Dimitroffstraße und Artur-Becker-Straße in Danziger Straße und Kniprodestraße.

## Übersicht der Straßen und Plätze
Die nachfolgende Tabelle gibt eine Übersicht über die vorhandenen Straßen und Plätze im Ortsteil sowie einige dazugehörige Informationen.
- Name/Lage: aktuelle Bezeichnung der Straße oder des Platzes. Über den Link Lage kann die Straße oder der Platz auf verschiedenen Kartendiensten angezeigt werden. Die Geoposition gibt die Lage der ungefähren Mitte der Straßenlänge an.
- Im amtlichen Straßenverzeichnis nicht aufgeführte Verkehrswege sind mit * gekennzeichnet.
- Ehemalige oder nicht mehr gültige Straßennamen sind kursiv gesetzt. Für bedeutende ehemalige Straßen oder historische Straßennamen ist gegebenenfalls eine gesonderte Liste vorhanden.
- Länge/Maße in Metern:
Die in der Übersicht enthaltenen Längenangaben sind  gerundete Übersichtswerte, die in Google Earth mit dem dortigen Maßstab ermittelt wurden. Sie dienen Vergleichszwecken und werden, sofern amtliche Werte bekannt sind, ausgetauscht und gesondert gekennzeichnet.
Bei Plätzen sind die Maße in der Form a × b für rechteckige Anlagen und für (ungefähr) dreieckige Anlagen als a × b × c mit a als längster Seite angegeben.
Sofern die Straße auch in benachbarte Ortsteile weiterführt, gibt der Zusatz ‚im Ortsteil‘ an, wie lang der Straßenabschnitt innerhalb des Ortsteils dieses Artikels ist.
- Namensherkunft: Ursprung oder Bezug des Namens.
- Anmerkungen: weitere Informationen über anliegende Baudenkmale oder Institutionen, die Geschichte der Straße und historische Bezeichnungen.
- Bild: Foto der Straße oder eines anliegenden Objektes.

- SV (= Stadtviertel): Zuordnung nach dem oben gezeigten Plan
(Anmerkung: G = Straße zwischen zwei Wohnvierteln, die keinem der beiden vollständig zugeordnet werden kann)

| Name/Lage                           | Länge/ Maße (in Metern)                    | Namensherkunft | Datum der Benennung                 | Anmerkungen | Bild | SV |
| ----------------------------------- | ------------------------------------------ | --- | ----------------------------------- | --- | --- | -- |
| Aalesunder Straße (Lage)            | 0120                                       | Ålesund, Stadt und Kommune in der Provinz Møre og Romsdal in Norwegen | 18. Juli 1907                       | Der erste Name war Straße 9f, Abt. XI des Bebauungsplans. Es ist eine kurze Nord-Süd-Straße zwischen Ibsenstraße und Bornholmer Straße. Eine ruhige noch zentral gelegene Wohnstraße mit Kopfsteinpflaster. Die Häuser bestehen überwiegend aus Bauten der 1920er Jahre. | Aalesunder Straße | 11 |
| Agnes-Wabnitz-Straße (Lage)         | 0100                                       | Agnes Wabnitz (1841–1894), Frauenrechtlerin | 23. Okt. 2000                       | Die Straße wurde am 7. November 2002 dem öffentlichen Verkehr übergeben. Sie verbindet die Otto-Ostrowski-Straße mit der Walter-Friedländer-Straße. Zwischen beiden Straßenseiten liegen eine Grünfläche und eine Kindertagesstätte. | Agnes-Wabnitz-Straße | 10 |
| Ahlbecker Straße (Lage)             | 0290                                       | Ahlbeck, Seeheilbad auf der Insel Usedom, Mecklenburg-Vorpommern | 9. Nov. 1911                        | Der erste Name war Straße 16b, Abt. XII des Bebauungsplans. Die innerstädtische Wohnstraße verläuft zwischen Dunckerstraße und Prenzlauer Allee parallel zum S-Bahn-Ring. Sie besteht aus einer Mischung von Altbauten, Nachkriegsbauten und Neubauten und etwas Gewerbe. Auf der Straße verläuft ein Abschnitt des Inneren Parkrings. | Ahlbecker Straße | 06 |
| Altenescher Weg (Lage)              | 0350                                       | Altenesch, Gemeinde in Niedersachsen | 27. Feb. 1936                       | Der erste Name war Straße 37 des Bebauungsplans. Der Weg führt von der Kniprodestraße in südöstliche Richtung geradlinig durch ein Villenviertel bis zum Süderbrokweg am Rande des Volksparks Prenzlauer Berg. | | 15 |
| Am Falkplatz (Lage)                 | 0140                                       | Adalbert Falk (1827–1900), preußischer Jurist und Kultusminister | 15. Sep. 1906                       | Der erste Name war Straße 16a, Abt. XI des Bebauungsplans. Sie ist die südliche Fortsetzung der Ystader Straße und verläuft zwischen Gleimstraße und Gaudystraße in Nord-Süd-Führung östlich am namensgebenden Stadtplatz entlang. | Am Falkplatz | 05 |
| Am Friedrichshain (Lage)            | 0930 + 230                                 | hier gelegener Volkspark Friedrichshain | 28. Okt. 1880                       | Die West-Ost-Straße verläuft zwischen der Otto-Braun-Straße und der Einmündung der Virchowstraße, danach setzt sie sich als Kniprodestraße fort. Die Grundstücke Nr. 18 bis 22 liegen in einer abzweigenden Erschließungsstraße. Die ersten Straßenabschnitte 1845 hießen laut Bebauungsplan Straße 25, Straße 2 und Straße 32, Abt. XIII. Mit der zunehmenden Bautätigkeit wurden die Verkehrswege zusammengefasst und nach dem anliegenden Volkspark Friedrichshain benannt. Erwähnenswert waren oder sind die frühere Gaststätte Saalbau Friedrichshain (1993 abgerissen) sowie das Filmtheater am Friedrichshain. Ein Teilstück des Hönower Wegs, die Nummer 7 der 20 grünen Hauptwege, verbindet als Wander- und Radweg den Volkspark Friedrichshain mit dem Stadtrand in Hönow. | Straße Am Friedrichshain von Nordosten gesehen · Huss-Medien Haus · Filmtheater am Friedrichshain                                             | 04 |
| Am Märchenbrunnen (Lage)            | 0120                                       | nahe gelegener Märchenbrunnen | 16. Nov. 2016                       | Die private Erschließungsstraße für das um 2017 bebaute Gelände zweigt in nordöstlicher Richtung zwischen den Grundstücken Am Friedrichshain 32 und 33 ab. Sie verläuft parallel zur östlich davon gelegenen Straße Am Schweizergarten. Hier lag in der ersten Hälfte des 20. Jahrhunderts der Vergnügungspark Schweizergarten, der sich ab 1900 aus einem Biergarten entwickelte. | Blick auf die noch unfertige Straße und Am Schweizergarten                                                                                    | 04 |
| Am Schweizer Garten (Lage)          | 0290                                       | Schweizer Garten, ehemaliger Vergnügungspark im Bötzowviertel | 8. Nov. 2005                        | Die Privatstraße zweigt in nordöstlicher Richtung von der Straße Am Friedrichshain ab. Sie erschließt den auf diesem Areal entstandenen neuen Wohnpark Prenzlauer Gärten (zwischen Greifswalder Straße und Am Friedrichshain), in dem Berlins erstes Townhaus-Quartier nach englischem Vorbild errichtet wurde. Die Wohnstraße endet als Sackgasse. Zu Fuß gibt es am nördlichen Ende der Straße sowohl in Richtung Greifswalder Straße als auch zur Straße am Friedrichshain einen Durchgang. Nachts wird die Zufahrt zum Wohnquartier mit einem Rolltor versperrt. Der Name erinnert an einen auf dem Gelände der historischen Weißbierbrauerei Schneider 1867 entstandenen Bier- und Kaffeegarten, der sich ab 1900 zu einem Vergnügungspark entwickelte. | Townhouses am Schweizer Garten · Eingang Am Schweizer Garten                                                                                  | 04 |
| Am Viehhof (Lage)                   | 0100                                       | 1881 bis 1991 auf dem Gelände vorhandener Zentralviehhof oder Viehhof | 8. Nov. 2005                        | Am 22. Januar 2008 erfolgte die Verkehrsfreigabe der Straße, aber nur eingeschränkt für Fußgänger und Radfahrer. Sie verbindet die Straße Viehtrift mit der Eldenaer Straße in Nordost-Süd-Richtung. | Am Viehhof | 10 |
| Am Weingarten (Lage)                | 0500                                       | Weingarten, ein anliegender Schaugarten | 20. Aug. 2015                       | Die Straße verläuft von der Kleingartenanlage Neu Berlin bis zur Maiglöckchenstraße. | Am Weingarten · Alter und neuer Straßenname und der Grund der Umbenennung                                                                     | 15 |
| An den Eldenaer Höfen (Lage)        | 0520                                       | Eldenaer Höfe, grenzt mit den Giebeln der alten Viehhöfe an die Eldenaer Straße | 30. März 2011                       | Die Privatstraße liegt an der August-Lindemann-Straße und der Eldenaer Straße. Die „cds Wohnbau Berlin GmbH“ errichtete auf dem Gebiet der ehemaligen Rinderställe im Südosten des Alten Schlachthofs (Zentralviehhof) 28 Reihenhäuser, die durch vier Planstraßen erschlossen wurden. | An den Eldenaer Höfen mit den Rinderstallfronten · Situation der Lage im Jahr 2009                                                            | 10 |
| Andersenstraße (Lage)               | 0120                                       | Hans Christian Andersen (1805–1875), dänischer Schriftsteller | 18. Juli 1907                       | Der erste Name war Straße 9c, Abt. XI des Bebauungsplans. Es ist eine kurze Nord-Süd-Straße zwischen Ibsenstraße und Bornholmer Straße. Nördlich geht sie in einen Erschließungsweg einer Kleingartenanlage über. Es ist eine ruhige noch zentral gelegene Wohnstraße mit Kopfsteinpflaster. Die Häuser bestehen aus Alt- und Neubauten. Die Straße endet an der Kleingartenanlage Bornholm II. Grünanlagen zur Betätigung an der frischen Luft finden Sie auf dem ehemaligen Mauerstreifen. | Andersenstraße | 11 |
| Angermünder Straße (Lage)           | 0130                                       | Angermünde, Stadt in Brandenburg | 9. Nov. 1863                        | Die ersten Namen waren Straße 21, Abt. XI des Bebauungsplans und Eselsgang (um 1827–1863). Der Grundbesitzer Wilhelm Griebenow hatte Esel zum Reiten als Freizeitmöglichkeit für junge Leute angeschafft. Er ließ diese Straße 1863 offiziell anlegen und befestigen. | | 01 |
| Anton-Saefkow-Straße (Lage)         | 0770                                       | Anton Saefkow (1903–1944), Kommunist und Widerstandskämpfer gegen das NS-Regime | 29. Sep. 1955                       | Der erste Name im 19. Jahrhundert war Straße 7 d, ab 9. November 1911 hieß sie Gumbinner Straße nach der ostpreußischen Stadt Gumbinnen, seit 1945 Gussew in Russland. Infolge der Neubebauung der Fläche wurde die (alte) Gumbinner Straße 1939 aufgehoben. Eine neu trassierte Straße, die zuerst Straße 61 genannt wurde, erhielt im März 1939 den Namen Gumbinner Straße. Am Südrand des Anton-Saefkow-Parks ist sie als Einbahnstraße von der Greifswalder zur Kniprodestraße gerichtet. Nach mehrjähriger Diskussion zur Öffnung für Radfahrer im Gegenverkehr wurde von der Pankower Straßenverkehrsbehörde im Juli 2016 das Längsparken angeordnet. Weil die Anwohner dabei ungefragt geblieben waren, wurde im März 2017 von der BVV der alte Zustand mit Schrägparken gerichteter Fahrt für Radfahrer wieder eingeführt. Ein separater Radweg am vorhandenen Streifen entlang der Straßennordseite soll Radfahrern das Fahren in Gegenrichtung ermöglichen. | | 08 |
| Arnimplatz (Lage)                   | 0160 × 160                                 | Achim von Arnim (eigentlich Carl Joachim Friedrich Ludwig von Arnim; 1781–1831), Schriftsteller | 15. Sep. 1903                       | Der erste Name war Straße H/1, Abt. XI des Bebauungsplans. In der letzten Eiszeit hatte sich dort eine Bodensenkung gebildet, wodurch ein kleiner See, der Pankpfuhl, entstanden ist. Erst nach der Wende zum 20. Jahrhundert begann die Bebauung rund um den Platz. Grünanlagen sind rar im dicht besiedelten Wohngebiet um die Paul-Robeson-Straße, deshalb ist der Platz immer gut besucht. Ein großer Spielplatz, Ruhebänke und Liegewiesen dienen der Erholung der Anwohner. Auf dem Platz erinnert eine von Michael Klein 1996 geschaffene Bronzeskulptur an Achim von Arnim und seine Frau Bettina von Arnim. Ein Brunnen, ebenfalls von Michael Klein gestaltet, spendet leider auch bei großer Hitze kein Wasser. Das mag zum einen an mangelnden Mitteln zur Bestreitung der Betriebskosten oder zum anderen an der nicht mehr funktionierenden Technik liegen. Die Brunnenskulptur heißt Bettinas Bank und wurde 1997 auf der Ostseite des Parks errichtet. | Arnimplatz | 11 |
| Arnswalder Platz (Lage)             | 0180 × 120                                 | Arnswalde, Stadt in der Neumark, seit 1945 Choszczno in Polen | 1902 (mit Unterbrechungen)          | Nach dem Hobrecht-Plan wurde er zunächst als Platz A bezeichnet. Von 1900 bis 1904 gestaltete man ihn nach Plänen von Hermann Mächtig als Schmuckplatz. Zwischen 1937 und 1947 hieß er Hellmannplatz nach Fritz Hellmann, einem Nationalsozialisten, der 1932 bei einer politischen Auseinandersetzung getötet wurde. Nach 1945 erfolgte eine Rückbenennung in Arnswalder Platz. Zwischen 1974 und 1995 war er namenlos, dann erhielt die Grünanlage ihren ursprünglichen Namen zurück. | Blick auf den Platz von der Pasteurstraße aus                                                                                                 | 04 |
| Ashkelon-Platz (Lage)               |                                            | Ashkelon, Stadt in Israel, Partnerstadt des Bezirks Pankow | 18. Nov. 2024                       | Die Grünanlage wird von der Diesterweg-, der Danziger und der Ella-Kay-Straße begrenzt. | | 07 |
| August-Lindemann-Straße (Lage)      | 0350                                       | August Lindemann (1842–1921), Architekt und Baubeamter (Zentraler Vieh- und Schlachthof) | 23. Okt. 2000                       | Der erste Teil ab Hermann-Blankenstein-Straße wurde am 1. Oktober 2003 dem öffentlichen Verkehr übergeben, der zweite, kleinere Teil ab Eldenaer Straße kam am 21. März 2007 hinzu. Die Straße kann nur von Radfahrern und Fußgängern durchgängig benutzt werden. Die frühere Toreinfahrt von der Eldeaner Straße zum Schlachthofgelände ist für Kraftfahrzeuge seit der Einrichtung des Einkaufszentrums nicht benutzbar. Im Nordbereich steht der denkmalgeschützte Rest der „Langer Jammer“ genannten Fußgängerbrücke zur Überquerung des Bahn-Geländes. Vor der massiven Neubebauung des Geländes stellte sie eine Verbindung zwischen der Storkower Straße und der Eldenaer Straße her. | August-Lindemann-Straße · „Langer Jammer“ | 10 |
| Behmstraße (Lage)                   | 0460 (im Ortsteil)                         | Heinrich Wilhelm Behm (1708 bis nach 1780), Apotheker, Erbauer des Luisenbades | 8. März 1894 (mit Unterbrechungen)  | Der erste Name war Straße 8, Abt. XI des Bebauungsplans. In Prenzlauer Berg hieß die Behmstraße von 1960 bis 1993 Helmut-Just-Straße nach Helmut Just, einem an der Berliner Sektorengrenze erschossenen Volkspolizisten. In Wedding blieb der Name Behmstraße erhalten. Sie verläuft zwischen dem Ortsteil Gesundbrunnen (Beginn an der Behmstraßenbrücke; unteres Bild) bis zur Malmöer Straße. Ein kleiner Teil der Straße liegt im Pankower Ortsteil Prenzlauer Berg, die Häuser bestehen überwiegend aus Altbauten und bieten teilweise einen guten Blick über das Bahngelände bis zur Innenstadt. Die Behmstraßenbrücke über das Bahngelände trennt die beiden Stadtbezirke Mitte und Pankow. Auf der Südseite der Straße liegt ein BSR-Recyclinghof. | Behmstraße · Behmstraßenbrücke | 11 |
| Belforter Straße (Lage)             | 0360                                       | Belfort, Industrie- und Garnisonsstadt in Frankreich | 25. Juni 1875                       | Der erste Name war Straße 5, Abt. XII des Bebauungsplans. In diesem Viertel sind mehrere Straßen nach Orten benannt, die im Deutsch-Französischen Krieg von Bedeutung waren. | Belforter Straße | 02 |
| Bergener Straße (Lage)              | 0120                                       | Bergen, zweitgrößte Stadt Norwegens und Kommune | 18. Juli 1907                       | Der erste Name war Straße 9d, Abt. XI des Bebauungsplans. Es ist eine kurze Nord-Süd-Straße zwischen Ibsenstraße und Bornholmer Straße. Nördlich geht sie in einen Erschließungsweg einer Kleingartenanlage über. Es ist eine ruhige noch zentral gelegene Wohnstraße mit Kopfsteinpflaster, die Häuser bestehen überwiegend aus Alt- und Neubauten. | Bergener Straße | 11 |
| Berliner Straße (Lage)              | 0420 (im Ortsteil)                         | Alt-Berlin, die damalige Richtung der Straße | um 1895                             | Die vorherigen Namen waren Berliner Weg (nach 1691 bis um 1895), Berliner Chaussee (1824 bis um 1895), die alle die Verkehrswege von und nach Alt-Berlin bezeichneten. Die Berliner Straße bildet zwischen Esplanade, Bornholmer Straße und Wisbyer Straße die Grenze zum Ortsteil Pankow. | Berliner Straße | 11 |
| Bernhard-Lichtenberg-Straße (Lage)  | 0370                                       | Bernhard Lichtenberg (1875–1943), Theologe und Widerstandskämpfer gegen das NS-Regime, Gerechter unter den Völkern | 4. Sep. 1974                        | Die Bernhard-Lichtenberg-Straße hieß zuerst Straße 7e, Abt. XIII/1 des Bebauungsplans. Sie wurde 1911 nach der ostpreußischen Stadt Rastenburg in Rastenburger Straße umbenannt. | | 08 |
| Björnsonstraße (Lage)               | 0120                                       | Bjørnstjerne Bjørnson (1832–1910), norwegischer Dichter und Politiker, Nobelpreisträger 1903 | 16. Okt. 1911                       | Der erste Name war Straße 9, Abt. XII des Bebauungsplans. Es ist eine kurze Nord-Süd-Straße zwischen Ibsenstraße und Bornholmer Straße. Das ursprüngliche Straßenraster bis zum Eschengraben (Grenze Prenzlauer Berg/Pankow) wurde nicht umgesetzt, so führt die Trasse in Straßenbreite nur als parallele Pappel- und Björsonweg durch die Kleingartenanlage. Am Straßenende Ecke Ibsenstraße schließt sich eine Straßenbahnwendeschleife an. Diese war nach der 1953 erfolgten Netztrennung der Berliner Straßenbahn auf dem Gelände der KGA ‚Bornholm II‘ eingerichtet worden. Südlich führt die Trasse leicht nach Osten abgeknickt als Malmöer Straße weiter. Diese ruhige noch zentral gelegene Wohnstraße mit Kopfsteinpflaster, nur auf der Ostseite stehen Altbauten und haben einen freien Blick über die gegenüberliegende Kleingartenanlage Bornholm I auf der Westseite der Straße. | Björnsonstraße | 11 |
| Bötzowstraße (Lage)                 | 1140                                       | Bötzow, Berliner Großgrundbesitzer- und Brauerfamilie, nach der das Bötzowviertel benannt wurde | 9. Jan. 1901                        | Die ersten Namen waren Straße 1 und Straße 5, Abt. XIII/1 des Bebauungsplans. Sie verlief(en) ursprünglich von Am Friedrichshain bis zur Elbinger Straße. Am 10. Oktober 1936 wurde die Trakehner Straße in die Bötzowstraße einbezogen. Am 29. März 1939 erhielt die Straße 66 ebenfalls den Namen Bötzowstraße. An der Einmündung in Am Friedrichshain befindet sich das Filmtheater am Friedrichshain. | Bötzowstraße (nordlöstl. Ende) · Bötzowstraße Café Knorke                                                                                     | 04 |
| Bornholmer Straße (Lage)            | 1000 (im Ortsteil)                         | Bornholm, dänische Insel in der Ostsee | 22. Aug. 1903                       | Der erste Name war Straße 1, Abt. XI des Bebauungsplans von 1862 (Hobrecht-Plan). Die Bornholmer Straße verbindet die Ortsteile Prenzlauer Berg und Gesundbrunnen. Sie ist Teil des planmäßig angelegten äußeren Straßenringes mit Seestraße, Osloer Straße, Bornholmer Straße, Wisbyer Straße und Ostseestraße. Es handelt sich um eine laute, zentral gelegene Hauptverkehrsstraße in den Bezirken Mitte (Wedding) und Pankow (Prenzlauer Berg). Im Ortsteil Prenzlauer Berg stehen überwiegend Altbauten. Auf der breiten Mittelinsel fährt die Straßenbahn. Östlich vom S-Bahnhof Bornholmer Straße liegt die Kleingartenanlage Bornholm I direkt an der Straße. Die Bösebrücke trennt den Weddinger Teil der Bornholmer Straße von dem größeren Straßenteil im Bezirk Pankow. Auf der Pankower Seite liegt direkt an der Brücke der Platz des 9. November, der an den Tag des Mauerfalls erinnert. Auf der Straße liegen Abschnitte vom Mauerweg, dem Inneren Parkring und vom Lübarser Weg. | Bornholmer Straße / Schönfließer Straße | 11 |
| Buchholzer Straße (Lage)            | 0220                                       | Buchholz | 24. Apr. 1873                       | Der erste Name war Straße 17, Abt. XII des Bebauungsplans. 1870/1871 wurde die Grundstücksfläche Buchholzer Straße, Greifenhagener Straße, Pappelallee und Schönhauser Allee durch die Gemeinnützige Baugesellschaft mit Wohnhäusern bebaut. | Buchholzer Straße 0081.JPG (2012) | 06 |
| Cantianstraße (Lage)                | 0550                                       | Christian Gottlieb Cantian (1794–1866), Steinmetz und Baumeister; Hersteller der Großen Granitschale im Lustgarten | 15. Sep. 1903                       | Der erste Name im Hobrecht-Plan war Straße 24, Abt. XI. Eine 1839 in Mitte angelegte Straße wurde nach dem Besitzer eines Hauses, der gleichzeitig Steinmetz war, als Cantianstraße bezeichnet. Nachdem diese Straße durch Neubebauung entfiel, erhielt 1903 die Straße 24 in Prenzlauer Berg seinen Namen. 1912 hatte die Stadt Berlin einen Teil des Exerzierplatzes erworben und die ursprünglich nur von der Gleim- bis zur Gaudystraße verlaufende Cantianstraße konnte bis zur Schönhauser Allee verlängert werden. Aus dem ehemaligen Exerzierplatz entstand das Stadion Cantianstraße, später der Friedrich-Ludwig-Jahn-Sportpark. Es ist eine Straße mit Kopfsteinpflaster, die auf der östlichen Seite überwiegend Wohnbebauung aufweist. | Cantianstraße | 05 |
| Chodowieckistraße (Lage)            | 0640                                       | Daniel Chodowiecki (1726–1801), Kupferstecher, Grafiker und Illustrator | 15. Sep. 1906                       | Der erste Name war Straße 29a, Abt. XII des Bebauungsplans. Die Straße verbindet Prenzlauer Allee und Greifswalder Straße. Sie liegt in einem Kiez, der Namen von Künstlern und Schriftstellern trägt. | | 03 |
| Choriner Straße (Lage)              | 0940                                       | Chorin, Gemeinde in Brandenburg mit dem gleichnamigen Kloster | 10. Okt. 1863                       | Die vorherigen Namen waren Hinter dem Weinberg (um 1770 bis Ende 18. Jh.) und Hohlweg vor dem Schönhauser Thor (Ende 18. Jh. bis 1863). Die Choriner Straße bildet zwischen Zehdenicker Straße und Schwedter Straße die Grenze zum Ortsteil Mitte. Im Kellerbereich der Altbauten vom Anfang des 20. Jahrhunderts sind Reste des Weinanbaus (Erdfurchen, Rebwurzeln) erhalten. Die Häuser 2–6, 12–14, 42/43, 80–83 und 85 sind gelistete Baudenkmale aus der Gründerzeit. | Choriner Straße | 01 |
| Christburger Straße (Lage)          | 0590                                       | Christburg, Stadt in der Provinz Westpreußen, seit 1945 Dzierzgoń in Polen | 1. Sep. 1892                        | Der erste Name war Straße 29, Abt. XII des Bebauungsplans. In dieser Straße stehen zwei denkmalgeschützte Schulkomplexe, nach Plänen von Ludwig Hoffmann errichtet: Hausnummer 7 ist die frühere 239. und 296. Gemeindeschule mit angeschlossenem Lehrerwohnheim und der Ummauerung erhalten (heute Grundschule an der Marie), die 1906–1908 entstand (siehe Bild), unter der Nummer 14 befindet sich die ehemalige Gemeindedoppelschule mit Lehrerwohnhaus, Turnhalle und Umfassungsmauer (heute Corrie-ten-Boom-Schule des Christburg Campus). | | 03 |
| Christinenstraße (Lage)             | 0490                                       | Christine, weiblicher Vorname | 25. Aug. 1860                       | Der vorherige Name war Mühlenweg (um 1748–1860). Das Terrain, auf dem die Straße angelegt wurde, gehörte dem Staatsminister Graf von Wylich und Lottum. Einige Chronisten vermuteten, dass die Straße nach seiner Gemahlin benannt sei, was jedoch nicht bestätigt werden kann, denn keine ihrer Vornamen lautete Christine, sondern Friederike Sophie Luise. | Christinenstraße südwärts | 01 |
| Chrysanthemenstraße (Lage)          | 090                                        | Chrysanthemen, Pflanzengattung aus der Familie der Korbblütler | 23. März 1925                       | Der Name im Bebauungsplan war Straße E des Bebauungsplans. Es ist eine kurze Erschließungsstraße zwischen Schneeglöckchenstraße (Nordwest) und Oderbruchstraße (Südwest), für Kraftfahrzeuge nicht durchgängig. Die Straße liegt im Blümchenviertel, dieser Name hat sich durch die Nähe zum Volkspark gegenüber der Bezeichnung Blumenviertel (Rudow, Weißensee) bei Anwohnern eingebürgert. | | 15 |
| Cohnstraße (Lage)                   | 0190                                       | Lothar Cohn (1908–1944), Widerstandskämpfer gegen das NS-Regime | 31. Jan. 1952                       | Der erste Name im Bebauungsplan war Straße 42, 1938 erhielt der Verkehrsweg die Bezeichnung Zillebekeweg nach einem Ort in Flandern (Belgien), seit 1976 Ortsteil von Ypern. Es ist eine kleine ruhige Wohnstraße mit frühen DDR-Bauten, die Häuser sind saniert. In der Sackgasse ist kaum Autoverkehr. | Cohnstraße vom Platz am Anfang der Sackgasse                                                                                                  | 13 |
| Conrad-Blenkle-Straße (Lage)        | 0830                                       | Conrad Blenkle (1901–1943) Politiker und Widerstandskämpfer gegen das NS-Regime | 4. Sep. 1974                        | Zuerst waren es die Straße 30 und Straße 48, Abt. XIII. Im März 1891 wurde sie als Thorner Straße nach der westpreußischen Stadt Thorn (seit 1945 Toruń in Polen) neu bezeichnet. Hier befinden sich im Südbereich die katholische Kirche „Corpus Christi“ samt Pfarr- und Gemeindehaus in der Häuserflucht. | Conrad-Blenkle-Straße, Blick Richtung Kniprodestraße                                                                                          | 09 |
| Cotheniusstraße (Lage)              | 0320                                       | Christian Andreas Cothenius (1708–1789), Arzt und Medizin-Spezialist im Lazarettwesen | 24. Apr. 1890                       | Der erste Name war Straße 26, Abt. XIII/1 des Bebauungsplans. 1723 war sie eine Abzweigung des Landsbergischen Landweges, der nach Landsberg / Hohenschönhausen führte. | | 09 |
| Cyanenstraße (Lage)                 | 0260                                       | Kornblume (Centaurea cyanus), Pflanzenart aus der Familie der Korbblütler | 23. März 1925                       | Der Name nach Bebauungsplan war Straße C. Sie verläuft von Nord nach Süd zwischen Sigrid- und Maiglöckchenstraße. | Cyanenstraße | 15 |
| Czarnikauer Straße (Lage)           | 0390                                       | Czarnikau, Kreisstadt in der Provinz Posen, seit 1945 Czarnków in Polen | 15. Sep. 1906                       | Der erste Name war Straße 11a, Abt. XI des Bebauungsplans. Sie verbindet die Malmöer mit der Schönfließer Straße in West-Ost-Richtung. Ihre westliche Fortsetzung ist die Finnländische Straße. | Czarnikauer Straße | 11 |
| Dänenstraße (Lage)                  | 0630                                       | Dänen, skandinavisches Volk, das die vorherrschende Bevölkerungsgruppe Dänemarks bildet | 4. Juli 1904                        | Der erste Name war Straße 12, Abt. XI des Bebauungsplans. Die katholische St. Augustius-Kirche beherrscht hier das Straßenbild. Die zentrale Wohnstraße mit Kopfsteinpflaster wird an der Südseite von der Berliner Ringbahn begrenzt. Von den Vorderhäusern mit überwiegend guter Altbausubstanz hat man einen relativ freien Blick über die Bahn, die in einem Einschnitt fährt und kaum zu hören ist. Auf Höhe der Schönfließer Straße führt ein Fußgängersteg über die Ringbahn zur Sonnenburger Straße. Auf der Straße liegt ein Abschnitt des Inneren Parkrings. | | 11 |
| Danziger Straße (Lage)              | 3000                                       | Danzig, Hafen- und ehemalige Hansestadt in der Provinz Westpreußen, seit 1945 Gdańsk in Polen | 23. Feb. 1874 (mit Unterbrechung)   | Die ersten Namen waren Communicationsweg (1822–1874), Elbinger Straße für den Abschnitt zwischen Greifswalder Straße und Landsberger Allee und Dimitroffstraße (1950–1995). Die Danziger Straße ist Teil der B 96a und führt von der Schönhauser Allee südostwärts bis zur Landsberger Allee, wo sie in die Petersburger Straße übergeht. Sie grenzt an das Wohnviertel 03. Die breite verkehrsreiche Hauptverkehrsstraße im Stadtteil Prenzlauer Berg besitzt in der Straßenmitte die Trasse der Straßenbahn. In der zentral gelegenen Straße stehen überwiegend Altbauten. | Krankenhaus Prenzlauer Berg in der Danziger Straße · Wohnhaus von GRAFT Architekten                                                           | 0G |
| Diedenhofer Straße (Lage)           | 0220                                       | Diedenhofen, deutscher Name der Stadt Thionville in Frankreich | 28. Sep. 1885                       | Der erste Name war Straße 34, Abt. XII des Bebauungsplans. Sie verläuft zwischen Knaackstraße und Belforter Straße in Nordost-Südwest-Führung und bildet eine Begrenzung für die Grünanlage um den Wasserturm. | Diedenhofer Straße | 02 |
| Diesterwegstraße (Lage)             | 0650                                       | Adolf Diesterweg (1790–1866), Pädagoge | 17. März 1891                       | Der erste Name war Straße 25, Abt. XII des Bebauungsplans. Der vorherige namenlose Teil der Straße zwischen dem Bezirksamt Prenzlauer Berg und dem Zeiss-Großplanetarium wurde am 1. Februar 1993 in die Diesterwegstraße einbezogen. Sie macht damit einen 90-Grad-Knick. Innerhalb des Ernst-Thälmann-Parks befindet sich ein öffentlicher Spielplatz mit Keramikmosaik-Spielelementen, die wahrscheinlich eine Beziehung zum Namensgeber darstellen. Dazu gehören eine Schlange, ein Boot, Blumen und anderes. | Diesterwegstraße | 07 |
| Dietrich-Bonhoeffer-Straße (Lage)   | 0360                                       | Dietrich Bonhoeffer (1906–1945), Theologe und Widerstandskämpfer gegen das NS-Regime | 4. Sep. 1974                        | Der erste Name war Straße 4a, Abt. XII/1 des Bebauungsplans. 1902 wurde sie in Woldenberger Straße nach der deutschen Stadt Woldenberg in Pommern, seit 1945 Dobiegniew in Polen, benannt. | D.-Bonhoeffer-Str., von der Greifswalder aus ostwärts gesehen                                                                                 | 04 |
| Driesener Straße (Lage)             | 0460                                       | Driesen, Stadt in der Provinz Brandenburg, seit 1945 Drezdenko in Polen | 15. Sep. 1903                       | Der erste Name war Straße 13, Abt. XI des Bebauungsplans. Sie verläuft in Nord-Süd-Richtung zwischen Bornholmer Straße und Dänenstraße und ist die südliche Fortsetzung der Nordkapstraße. | Driesener Straße | 11 |
| Dunckerstraße (Lage)                | 2000                                       | Hermann Duncker (1817–1893), Mitglied der preußischen Nationalversammlung, zweiter Bürgermeister von Berlin | 18. Jan. 1892                       | Um 1865 wurde sie als Straße 14, Abt. XI des Bebauungsplans angelegt. Die Straße wurde bereits zu Lebzeiten von Duncker nach ihm benannt. Die Straße 14a, westlich von der Ringbahn-Brücke gelegen, wurde am 23. Januar 1913 in die Dunckerstraße einbezogen. Sie führt nun von der Wisbyer Straße über die S-Bahn zur Danziger Straße. Hier befinden sich das Heinrich-Schliemann-Gymnasium und das Käthe-Kollwitz-Gymnasium. | Dunckerstraße 1980 · Kollwitz-Gymnasium in der Dunckerstraße                                                                                  | 12 |
| Eberswalder Straße (Lage)           | 0520                                       | Eberswalde, Kreisstadt in Brandenburg | 12. Apr. 1889                       | Der erste Name war Straße 53, Abt. XI des Bebauungsplans. Die Eberswalder Straße führt als Verlängerung der Bernauer Straße zur Schönhauser Allee und geht dort in die Danziger Straße über. Die zentral gelegene und verkehrsreiche Straße liegt mitten im Szene-Kiez vom Prenzlauer Berg, einige Wohnhäuser bieten einen freien Blick über den Mauerpark und den Friedrich-Ludwig-Jahn-Sportpark. Direkt gegenüber vom Mauerpark liegt ein großes Polizeirevier. | Postamt in der Eberswalder Straße | 01 |
| Edith-Stein-Straße (Lage)           | 0140                                       | Edith Stein, katholische Philosophin und Frauenrechtlerin jüdischer Herkunft, Widerstandskämpferin, sie konvertierte mit dem Ordensnamen Teresia Benedicta vom Kreuz und wurde heiliggesprochen                            | 29. Juni 2011                       | Die Edith-Stein-Straße ist eine neuangelegte Straße auf dem Gelände des vormaligen Zentralviehhofs (Gebiet des Alten Schlachthofs) und liegt zwischen Erich-Nehlhans-Straße und Zur Marktflagge. Die Benennungsabsicht für die Privatstraße in „Edith-Stein-Straße“ wurde der Bezirksverordnetenversammlung zur Kenntnisnahme übergeben und am 11. Mai 2011 ohne Aussprache zur Kenntnis genommen und beschlossen. Die Benennung erfolgte auf Antrag der Eigentümerin des Baufelds der AVILA Management & Consulting AG. der Privatstraße. Diese plante die Wohnanlage Avila Carre, deren Grundstücke durch die Privatstraße erschlossen werden. Für die AVILA Gruppe ist eine christliche Werteordnung prägend mit Verbundenheit zu den Karmelitern, so hat sich die Antragstellerin nach der Heiligen Teresa von Avila benannt. Die Jüdin Edith Stein konvertierte zur römisch-katholischen Kirche und lebte fortan ihr Leben als Karmeliterin. Mit der Benennung dieser Straße wurde das Andenken der von den Nationalsozialisten ermordeten Edith Stein bewahrt und gewürdigt werden. Zudem kommt das Bezirksamt Pankow mit dieser Benennung den Anforderungen nach verstärkter Berücksichtigung von Frauenpersönlichkeiten nach. Die Nachfrage bei den übrigen Tiefbauämtern von Berlin und beim Amt für Statistik Berlin-Brandenburg ergab die Eindeutigkeit des Straßennamens. An der Straße stehen die Eigentums-Einfamilien-Wohnhäuser 1–12 (fortlaufend, Westseite) mit Parkfläche und Hausgärten. Die Gebäude der Ostseite gehören Zur Innung, an den begrenzenden Straßen gehören die Gebäude zu diesen. Die Straße (RBS-Klasse: STRA) ist als Gemeindestraße (OKSTRA-Klasse: G) im Berliner Straßenverzeichnis als 10718 aufgenommen. | Edith-Stein-Straße von Zur Marktflagge | 09 |
| Einsteinstraße (Lage)               | 0490 + 90                                  | Albert Einstein (1879–1955), Physiker und Nobelpreisträger | 14. Feb. 1964                       | Die Straße verläuft von der Storkower Straße bis zur Hanns-Eisler-Straße und erschließt das in den späten 1950er Jahren errichtete Wohngebiet zwischen Storkower und Michelangelostraße. Sie grenzt im Nordwesten an den Einsteinpark. | | 14 |
| Eldenaer Straße (Lage)              | 1200                                       | Eldena, Ortsteil der Stadt Greifswald in Mecklenburg-Vorpommern | 29. Aug. 1881                       | Die Mitte der Eldenaer Straße bildet auf ihrer gesamten Länge die Grenze zum Ortsteil Friedrichshain. Sie verläuft von der Proskauer Straße bis zur Eldenaer-Straßenbrücke. | Eldenaer Straße | 10 |
| Ella-Kay-Straße (Lage)              | 0450                                       | Ella Kay (1895–1988), Kommunalpolitikerin, Widerstandskämpferin gegen das NS-Regime | 1. Feb. 1993                        | Zuerst war die Straße ein Abschnitt der 1891 eingeweihten Winsstraße. 1984, im Zusammenhang mit der Errichtung eines neuen Wohnviertels auf dem Gelände des gesprengten Gaswerkes, wurde ein Teil der Winsstraße ausgegliedert und nach dem Politiker Franz Dahlem bezeichnet. Nach der Wende erhielt die Straße auf Beschluss des Senats ihren neuen Namen. Sie ist Teil des Ernst-Thälmann-Parks und besteht überwiegend aus Wohnblocks in DDR-Plattenbauweise. Das Vivantes Klinikum im Friedrichshain – Standort Prenzlauer Berg grenzt an die Westseite der Straße. Der grüne Hauptweg Innerer Parkring verläuft über diese Straße. | | 07 |
| Emilie-Mosse-Straße (Lage)          |                                            | Emilie Mosse (1851–1924), Mäzenin, Ehefrau von Rudolf Mosse | 12. Juli 2025                       | Die Stichstraße verbindet die Eberswalder Straße mit der Zufahrt zum Friedrich-Ludwig-Jahn-Sportpark. | | 05 |
| Emmi-und-Wilhelm-Blank-Platz (Lage) |                                            | Emmi (1899–1979) und Wilhelm (1899–1945) Blank, Widerstandskämpfer gegen das NS-Regime | 2. Apr. 2025                        | Der Platz befindet sich an der Einmündung der Einstein- in die Storkower Straße | | 15 |
| Erich-Boltze-Straße (Lage)          | 0220                                       | Erich Boltze (1905–1944), Widerstandskämpfer gegen das NS-Regime | 4. Sep. 1974                        | Die ersten Namen waren Straße 21, Abt. XIII/1 des Bebauungsplans und ab 1904 Gnesener Straße nach der Stadt Gnesen in der Provinz Posen, seit 1945 wieder Gniezno in Polen. Sie reicht von der Danziger Straße bis zur Conrad-Blenkle-Straße und darüber hinaus als Anliegerstraße zur Erschließung der Wohnblöcke in Südwest-Nordost-Führung. | Erich-Boltze-Straße 1952 | 09 |
| Erich-Nehlhans-Straße (Lage)        | 0240                                       | Erich Nehlhans (1899–1950), erster Vorsitzender der Jüdischen Gemeinde zu Berlin nach 1945 | 18. Okt. 2005                       | Die Straße wurde neu als Planstraße TS 13 im Entwicklungsgebiet Alter Schlachthof angelegt. Sie liegt zwischen Thaerstraße und Richard-Ermisch-Straße und ist nur einseitig bebaut. Die Straße ist ein Abschnitt des Grünen Hauptwegs 18 (Innerer Parkring) der zwischen Forckenbeckplatz und Sportpark durch das Gelände des Alten Schlachthofs führt. | Blick die Erich-Nehlhans-Straße entlang Richtung Thaerstraße                                                                                  | 10 |
| Erich-Weinert-Straße (Lage)         | 2070                                       | Erich Weinert (1890–1953), Schriftsteller, Präsident des Nationalkomitees Freies Deutschland | 4. Juni 1954                        | Der erste Name war Straße 20, Abt. XII des Bebauungsplans. 1904 erhielt sie die Bezeichnung Carmen-Sylva-Straße nach dem Pseudonym der Schriftstellerin Elisabeth zu Wied und späteren Königin von Rumänien. Die Straße verläuft von der Schönhauser Allee über die Prenzlauer Allee bis zur Greifswalder Straße. Die innerstädtische, baumbestandene Wohnstraße hat hohen Altbaubestand und Wohnhäuser aus den 1920er Jahren. In dieser Straße hat sich unter anderem die Kleinkunst-Einrichtung BühnenRausch etabliert (Hausnummer 27). | Blick von der Ecke Gubitzstraße Richtung Westen                                                                                               | 12 |
| Ernst-Fürstenberg-Straße (Lage)     | 0310                                       | Ernst Fürstenberg (1899–1944), Widerstandskämpfer gegen das NS-Regime | 4. Sep. 1974                        | Der erste Name war Straße 31a, Abt. XIII/1 des Bebauungsplans. 1905 erhielt sie die Bezeichnung Schönlanker Straße nach Schönlanke, einer Stadt in der früheren Provinz Posen, seit 1945 Trzcianka in Polen. Sie führt von der Erich-Boltze- bis zur Paul-Heyse-Straße. Ursprünglich begann sie an der Kniprodestraße, wurde jedoch durch Grundstücksbebauung verkürzt. | | 09 |
| Esmarchstraße (Lage)                | 0340                                       | Friedrich von Esmarch (1823–1908), Arzt und Begründer des zivilen Samariterwesens in Deutschland | 13. Apr. 1904                       | Der erste Name war Straße 1a, Abt. XIII/1 des Bebauungsplans. Sie verbindet die Pasteurstraße mit der Käthe-Niederkirchner-Straße in Nordost-Südwest-Führung. Das Haus Nummer 3 in dieser Straße ist eine Besonderheit: das frühere Wohnhaus, im Zweiten Weltkrieg zerstört und nach dem Krieg enttrümmert, hinterließ Jahrzehnte eine Baulücke. Die Architekten Tom Klingbeil und Marek Czyborra erwarben in den 1990er Jahren das Brachland und errichteten hier für 2,3 Millionen Euro ein Hybridhaus: Bis auf zwei Stahlbetonschächte besteht das siebengeschossige Haus aus Holz, das aus Brandschutz- und Wetterschutzgründen außen herkömmlich verputzt wurde. Die Kurt Tucholsky Bibliothek liegt hier. | Esmarchstraße · Stadtbücherei Esmarchstraße                                                                                                   | 04 |
| Esplanade (Lage)                    | 1000                                       | Esplanade | nach 1877                           | Die Straße verbindet die Dolomitenstraße mit der Berliner Straße. Sie wurde im Jahr 1874 vom Charlottenburger Rittergutsbesitzer Stuttmeister angelegt, dem das Terrain gehörte. Auf einer Karte von 1877 trägt die Trasse noch keinen Namen. Ein freier Platz am Ende der Esplanade war 1892 als Wilhelmplatz projektiert. Die Straße bildet die Grenze zum Ortsteil Pankow. Am westlichen Ende verbindet ein Fußgängertunnel unter den Gleisanlagen hindurch die Esplanade mit der Grüntaler Straße im Ortsteil Gesundbrunnen. Bis zur Wende hatten in der Straße mehrere ausländische diplomatische Vertretungen in der DDR ihren Sitz. | Ehemalige Botschaftsgebäude · Durchgang zur Grüntaler Straße in Gesundbrunnen                                                                 | 11 |
| Eugen-Schönhaar-Straße (Lage)       | 0380                                       | Eugen Schönhaar (1898–1934), Widerstandskämpfer gegen das NS-Regime | 4. Sep. 1974                        | Die Straße verbindet die Danziger mit der Anton-Saefkow-Straße. Ihr erster Name lautete Straße 8a und Straße 8b, Abt. XIII des Bebauungsplans. Ab 6. Oktober 1911 hieß sie Wehlauer Straße nach der Stadt Wehlau in Ostpreußen, seit 1945 Snamensk in Russland. | Eugen-Schönhaar-Straße | 08 |
| Falkplatz (Lage)                    | 0280 × 160                                 | Adalbert Falk (1827–1900), preußischer Kultusminister | 16. Juni 1906                       | Der erste Name war Platz 1, Abt. XI des Bebauungsplans. Der Platz wird begrenzt von der Gleimstraße und der Straße Am Falkplatz. Er hat nur die Hausnummer 1, die Max-Schmeling-Halle auf der Südseite des Platzes. Von den Wohnhäusern besteht freier Blick über den Falkplatz, den Mauerpark bis zum Ortsteil Gesundbrunnen. Auf dem Falkplatz gibt es einen großen Spielplatz und Liegewiesen. | Falkplatz mit Max-Schmeling-Halle | 05 |
| Fehrbelliner Straße (Lage)          | 0370 (im Ortsteil)                         | Fehrbellin, Gemeinde in Brandenburg | 23. Apr. 1863                       | Der erste Name war Straße 67, Abt. XI des Bebauungsplans. Die Straße führt von der Anklamer Straße in Mitte bis zur Schönhauser Allee, wobei nur der Teil zwischen Choriner Straße und Schönhauser Allee in Prenzlauer Berg liegt. In der Gebäudeflucht befindet sich auf der Südseite die Herz-Jesu-Kirche. | Herz-Jesu-Kirche | 01 |
| Finnländische Straße (Lage)         | 0250                                       | Finnland, Staat in Skandinavien | 28. Juni 1907                       | Der erste Name war Straße 2c, Abt. XI des Bebauungsplans. Sie verbindet die Norwegerstraße mit der Malmöer Straße in West-Ost-Führung. Östlich führt der Straßenzug als Czarnikauer Straße weiter. | Finnländische Straße | 11 |
| Fritz-Riedel-Straße (Lage)          | 0670                                       | Fritz Riedel (1908–1944), Widerstandskämpfer gegen das NS-Regime | 26. Juli 1951                       | Die Straße verläuft von der Paul-Heyse-Straße bis zur Landsberger Allee. Der erste Name war Straße 28a, Abt. XIII/1 des Bebauungsplans. Ab 1906 erhielt sie den Namen Deutsch-Kroner-Straße nach der Stadt Deutsch-Krone in Westpreußen, seit 1945 Wałcz in Polen. Hier stand die Werner-Seelenbinder-Halle bis zu ihrem Abriss um 1995. Seit 1997 befindet sich an deren Stelle das Velodrom mit dem Komplex Schwimm- und Sprunghalle im Europasportpark (SSE). | Blick in die Fritz-Riedel-Straße von der Landsberger Allee aus                                                                                | 09 |
| Fröbelplatz (Lage)                  | 0170 × 60                                  | Friedrich Fröbel (1782–1852), Pädagoge | 22. Apr. 1982                       | Der Platz östlich der Prenzlauer Allee wurde 1935 angelegt und erhielt den Namen Nordmarkplatz (bis 1982) nach der Nordmark, einem historischen Landstrich zwischen Elbe und Oder. Im Jahr 1985 wurde die Bronzeskulptur Mädchen mit Spielelementen – Fröbel gewidmet des Bildhauers Michael Klein auf der Westseite an der Prenzlauer Allee aufgestellt. | Mädchen mit Spielelementen · Fröbelplatz im Herbst, von Westen aus gesehen                                                                    | 07 |
| Fröbelstraße (Lage)                 | 0350                                       | Friedrich Fröbel (1782–1852), Pädagoge | 22. Apr. 1982                       | Vom 2. April 1891 bis 13. Februar 1937 Fröbelstraße. 1937 erhielt sie den Namen Nordmarkstraße nach der Nordmark, einem historischen Landstrich zwischen Elbe und Oder. 1985 erhielt sie wieder den Namen Fröbelstraße. Die Fröbelstraße führt von der Prenzlauer Allee zur Ella-Kay-Straße. An ihrer Südseite erstreckt sich der Fröbelplatz. | Klinikum Prenzlauer Berg Fröbelstraße 15 | 07 |
| Gaudystraße (Lage)                  | 0490                                       | Franz von Gaudy (1800–1840), Dichter und Novellist | 22. Aug. 1903                       | Der erste Name war Straße 23, Abt. XI des Bebauungsplans. Die ruhige Wohnstraße mit Kopfsteinpflaster verläuft von Falkplatz bis zur Schönhauser Allee in West-Ost-Führung. Auf ihrer Südseite befindet sich der Friedrich-Ludwig-Jahn-Sportpark. | Max-Schmeling-Halle, Blick auf die Gaudystraße                                                                                                | 05 |
| Georg-Blank-Straße (Lage)           | 0340                                       | Georg Blank (1888–1944), Widerstandskämpfer gegen das NS-Regime | 31. Jan. 1952                       | Der Name bei der Erstanlage in den 1920er Jahren lautete Straße 39. 1931 erhielt sie den Namen Dißmannweg nach dem Gewerkschaftsfunktionär Robert Dißmann (bis 1933), danach bis 1952 Hollebekeweg nach einem Ort in Belgien, der Schauplatz der Flandernschlachten im Ersten Weltkrieg war. Sie beginnt etwa 100 Meter nordwestlich der Sültstraße und endet an der Gubitzstraße. | | 13 |
| Gertrud-Classen-Platz (Lage)        | 060 × 40 × 40                              | Gertrud Classen (1905–1974), Bildhauerin und Widerstandskämpferin gegen den Nationalsozialismus | 6. März 2020                        | Der Platz mit dreieckigem Grundriss besteht bereits seit der Erstbebauung dieses Viertels am Anfang des 20. Jahrhunderts, erhielt aber erst 2020 einen Namen. Er wird umrandet von der Hosemannstraße, der Naugarder Straße und der Erich-Weinert-Straße. | | 13 |
| Gertrud-Pincus-Platz (Lage)         | 040 × 30 × 30                              | Gertrud Pincus (1890–1941), organisierte als Mitarbeiterin im Jugendamt Prenzlauer Berg in den 1920er Jahren das Krippen-, Kindergarten- und Hortwesen, als Jüdin 1933 entlassen, 1941 nach Riga deportiert und umgebracht | 10. März 2022                       | Der Platz mit dreieckigem Grundriss wird umrandet von der Krügerstraße, der Dunckerstraße und der Kuglerstraße. | | 12 |
| Gethsemanestraße (Lage)             | 0160                                       | Gethsemanekirche an der Straße | 8. März 1894                        | Der erste Name war Straße 16a, Abt. XI des Bebauungsplans. Am 15. April 1896 wurde die im Nordosten der Gethsemanestraße geschaffene platzartige Erweiterung ebenfalls in Gethsemanestraße benannt. Sie verbindet die Greifenhagener rechtwinklig mit der Stargarder Straße. Während der 1980er Jahre war die Gethsemanegemeinde, ebenso wie andere Berliner Gemeinden, ein Sammelpunkt für Oppositionelle und die Friedensbewegung der DDR. | Gethsemanestraße | 06 |
| Glaßbrennerstraße (Lage)            | 0160                                       | Adolf Glaßbrenner (1810–1876), Satiriker | 23. Jan. 1913                       | Der erste Name war Straße 18b, Abt. XII des Bebauungsplans. Die innerstädtische Wohnstraße mit Kopfsteinpflaster und Wohnbauten der 1920er Jahre verläuft von der Wisbyer Straße in Südwestrichtung bis zur Kuglerstraße. | Glaßbrennerstraße (2012) | 12 |
| Gleimstraße (Lage)                  | 0870                                       | Johann Wilhelm Ludwig Gleim (1719–1803), Dichter | 18. Jan. 1892                       | Der vorher als Straße 19, Abt. XI des Bebauungsplans bezeichnete Verkehrsweg verlief anfangs nur im Ortsteil Gesundbrunnen von der Swinemünder Straße bis zur Bahnlinie der Berliner Nordbahn zum ehemaligen Güterbahnhof Eberswalder Straße. Am 4. Oktober 1902 wurde auch die Verlängerung in Prenzlauer Berg bis zur Schönhauser Allee so benannt. Im Verlauf der Gleimstraße liegt an der Ortsteilgrenze der 1911 fertiggestellte Gleimtunnel, dessen östliche Einfahrt nach dem Mauerbau 1961 zugemauert wurde. Die Berliner Mauer trennte die Gleimstraße bis 1990 in einen West- und einen Ostteil. Das Wohnumfeld ist unterschiedlich geprägt. Die Gleimstraße ist eine eher ruhige Wohnstraße mit vielen renovierten Altbauten. Der Bereich um die Schönhauser Allee ist dagegen sehr urban mit vielen Kneipen und einem großen Kino. | Gleimstraße | 05 |
| Gneiststraße (Lage)                 | 0180                                       | Rudolf von Gneist (1816–1895), preußischer Jurist und Politiker | 15. Juli 1896                       | Der erste Name war Straße 13a, Abt. XII des Bebauungsplans. Sie verläuft zwischen Schönhauser Allee und Pappelallee. Hier wurden von der ,Berliner Gemeinnützigen Baugesellschaft‘ (BGB) zunächst einfache, preisgünstige und dennoch nicht als Mietskasernen ausgeführte Wohnhäuser errichtet. Wegen Insolvenz der BGB wurde die Bebauung gestoppt, und erst ab 1870 entstanden hier fünfgeschossige Wohngebäude ohne Hinterhofbebauung. Große Teile der Bauten befinden sich inzwischen im Besitz einer Eigentümergenossenschaft. | Gneiststraße | 06 |
| Göhrener Straße (Lage)              | 0170                                       | Göhren, Gemeinde in Mecklenburg-Vorpommern | 1. Juni 1910                        | Der erste Name war Straße 13e, Abt. XII des Bebauungsplans. Die Straße verläuft L-förmig von der Raumerstraße zur Senefelderstraße und formt in einer Ausbuchtung einen Platz, der zur Göhrener Straße gehört und als Göhrener Ei bekannt ist. | Göhrener Straße | 06 |
| Goethestraße (Lage)                 | 0120 (im Ortsteil)                         | Johann Wolfgang von Goethe (1749–1832), Dichter | 1874                                | Die Goethestraße, ursprünglich nur im Ortsteil Weißensee gelegen, hieß von 1872 bis 1874 nach ihrem Eigentümer, dem Weißenseer Amtsvorsteher Ludwig Woeltge, Woeltges Straße. Am 28. Dezember 1956 erhielt auch ihre Verlängerung in Prenzlauer Berg bis zur Ostseestraße, die Straße 22b, den Namen Goethestraße. | Geschmückter Altbau anlässlich eines DDR-Wahlsonntags, 1958                                                                                   | 13 |
| Gormannstraße (Lage)                | 0100                                       | Cornelius Gormann (1796–1861) Töpfermeister und Ofenfabrikant | 13. Mai 1867                        | Sie war um 1699 als Verbindungsweg zwischen Rosenthaler Straße und Linienstraße entstanden und hieß zuerst Laufgasse. Am 4. August 1897 erhielt die Verlängerung zwischen Linien- und Zehdenicker Straße ebenfalls den Namen Gormannstraße. Nur die Grundstücke 17, 17A und 17B auf der Ostseite zwischen Torstraße und Zehdenicker Straße gehören zu Prenzlauer Berg. Dieser Bereich wird seit etwa 2009 als Fahrradstraße ausgewiesen (siehe Bild). | | 01 |
| Gotlandstraße (Lage)                | 0260                                       | Gotland, schwedische Insel in der Ostsee | 18. Juli 1907                       | Der erste Name war Straße 9i, Abt. XI des Bebauungsplans. Sie verläuft zwischen Bornholmer Straße und Stavangerstraße. Auf Beschluss des Magistrats von Ost-Berlin vom 27. März 1974 wurde die Gotlandstraße über die Ibsenstraße hinaus verlängert. Hier befinden sich mehrere Botschaftsgebäude aus DDR-Zeit, die teilweise auch weiterhin benutzt werden (Bild: Moldawische Botschaft). | Moldawische Botschaft in der Gotlandstraße | 11 |
| Greifenhagener Straße (Lage)        | 1050                                       | Greifenhagen, Stadt in Pommern, seit 1945 Gryfino in Polen | 4. Apr. 1895                        | Die ersten Namen waren Straße 18 und Straße 18a, Abt. XII des Bebauungsplans. Die Straße beginnt an der Wisbyer Straße, überquert auf der 1911 erbauten Greifenhagener Brücke die Berliner Ringbahn, führt an der Gethsemanekirche vorbei und endet an der Gneiststraße. Die Straße ist an der Ringbahn für den Autoverkehr unterbrochen. Fußgänger und Radfahrer können sie über die Greifenhagener Brücke passieren. Von der Brücke gibt es einen direkten Zugang zum S-Bahnhof Schönhauser Allee. Am nördlichen Ende befindet sich die Zufahrt zum Parkhaus für das Einkaufszentrum Schönhauser Allee Arcaden. Die Greifenhagener Straße ist eine innerstädtische Wohnstraße mit Kopfsteinpflaster im Szenekiez vom Prenzlauer Berg und teilweise mit restaurierten Altbauten. | Greifenhagener Straße | 12 |
| Greifswalder Straße (Lage)          | 2660                                       | Greifswald, Hansestadt, kreisfreie Stadt in Mecklenburg-Vorpommern | 12. Okt. 1868                       | Die vorherigen Namen waren Bernauische Landstraße (16. Jh. bis um 1803), Chaussee nach Weißensee (um 1803–1859) und Vor dem Königs-Thore (um 1859–1868). Die Greifswalder Straße ist Teil der B 2 und führt als Verlängerung der Otto-Braun-Straße von Am Friedrichshain über die Danziger Straße bis zur Gürtelstraße, wo sie in die Berliner Allee übergeht. | Greifswalder Straße | 0G |
| Grellstraße (Lage)                  | 0880                                       | August Eduard Grell (1800–1886), Komponist und Organist, Direktor der Sing-Akademie zu Berlin | 9. Nov. 1911                        | Der erste Name war Straße 19, Abt. XII des Bebauungsplans. Der Abschnitt der Wichertstraße, der zwischen der Prenzlauer Allee und der Greifswalder Straße lag, wurde in Grellstraße umbenannt. | Grellstraße, Blickrichtung Ost-West | 13 |
| Gubitzstraße (Lage)                 | 0590                                       | Friedrich Wilhelm Gubitz (1786–1870), Grafiker (Holzstecher), Schriftsteller und Verleger, Theaterkritiker | 1. Juni 1910                        | Der erste Name war Straße 22a, Abt. XII des Bebauungsplans. Die Straße ist die östliche Begrenzung der Wohnstadt Carl Legien. An ihr (Ecke Erich-Weinert-Straße) befindet sich die Staatliche Ballettschule und Schule für Artistik, die 2011/2012 umfassend saniert wird. Die Gubitzstraße bildet hier auch einen Querast, der die Hausnummern 18 bis 20a erschließt. | Gubitzstraße | 13 |
| Gudvanger Straße (Lage)             | 0550                                       | Gudvangen, Ort in der Kommune Aurland am Nærøyfjord, Norwegen | 1. Aug. 1938                        | Der Teil der Lychener Straße, der von der Wichertstraße bis zur Wisbyer Straße verlief, wurde in Gudvanger Straße umbenannt. Auf Verlangen einer Bürgerinitiative beschloss das Bezirksamt Pankow im Februar 2015, einmal wöchentlich diese Straße für den Autoverkehr zu sperren, die damit zu einer temporären Spielstraße wird. Diese innerstädtische Wohnstraße besteht überwiegend aus Nachkriegsbauten. Der baumbestandene Humannplatz am Südende der Straße hat einen großen Kinderspielplatz. | | 12 |
| Gürtelstraße (Lage)                 | 0600 (im Ortsteil)                         | Der Hobrecht-Plan für Berlin von 1862 sah eine Ringstraße als Gürtel um ganz Berlin vor. Gürtel im Sinne von Umschließungsstraße um Alt-Berlin                                                                             | um 1871                             | Die Straße liegt zwischen Greifswalder Straße/Berliner Allee und der Südwestecke des Jüdischen Friedhofs. Sie wurde in den 1870er Jahren in Bauzeichnungen auch als Ringstraße geführt. Sie ist in ihrer ganzen Länge mit der Berliner Weichbildgrenze identisch. Sie bildet die Grenze zwischen den Ortsteilen Prenzlauer Berg und Weißensee. Es gibt gleichnamige Straßen oder -abschnitte in verschiedenen Ortsteilen. Zum Weißenseer Weißensee gehören die Hausnummern 2–14 (fortlaufend). Auf der gegenüberliegenden Südwestseite im Prenzlauer Berg stehen mehrere Seniorenheime (Gürtelstraße 32, 32a, 33). Der Weißenseer Abschnitt endet an der Puccinistraße, die Ortsteilgrenze zu Prenzlauer Berg schließt das Gelände der Freie Waldorfschule am Prenzlauer Berg mit der Adresse Gürtelstraße 16 (bis 2014/2015 Schule für Lernbehinderte). An der gegenüberliegenden Seite ist der weitere Straßenlauf nach Südost um 40 Meter nach Süden versetzt und es folgt der Wohnhausblock 27–30 (fortlaufend, Q3A-Typenbau), eine Kita (Nummer 25), die Werkstatt der Im Förderbereich der nbw – Nordberliner Werkgemeinschaft gGmbH (Nummer 26). Die Weißenseer Adressen gehören zur PLZ 13088, die in Prenzlauer Berg zu 10409. Auf der Weißenseer Seite wurden zur Ecke Meyerbeerstraße die Neubauten 6–9 für Eigentumswohnungen errichtet. Durch die Lage nahe dem vormaligen Schlei-Pfuhl (auf der Gegenseite) bestand bis zur Sanierung des Komponistenviertels eine Werkstatt mit Lagerfläche. Von der Greifswalder Straße her steht (Prenzlauer Berg) der Wohnblock 36–39 (fortlaufend, QP 64), Nummer 35 und 36 ist ein Gewerbebau der Energieversorgung von Vattenfall, gefolgt von den Seniorenheimen der „Stiftung Prenzlauer Berg“ (33, 32, 32a) und gegenüber der Ecke Puccinistraße die stillgelegte Kaufhalle auf Grundstücke 31 (Kaufhallen-Typenbau). Die Gebäude auf der Seite von Prenzlauer Berg entstanden als Baugebiet Michelangelostraße-Nord in den 1960er Jahren auf vormaligen Kleingartengelände. Deren Randwege Kuckucks-Weg und Mauerweg wurden zur Zufahrtsstraße an den Wohnblock 27/30, die weitere Führung führt als Fußweg in zehn Meter Abstand zur Friedhofsmauer zum Nordende Kniprodestraße. Die drei quer zum Weg stehenden Wohnblöcke Q3A sind zur Michelangelostraße adressiert. | Seniorenheim in der Gürtelstraße | 14 |
| Hagenauer Straße (Lage)             | 0210                                       | Hagenau (frz. Haguenau), Stadt im Elsass, Frankreich | 20. Apr. 1890                       | Im Berliner Adressbuch des Jahres 1891 wird sie erstmals bereits mit 17 fortlaufenden Hausnummern genannt, davon sind zahlreiche Baustellen ausgewiesen. In diesem Viertel sind mehrere Straßen nach Orten benannt, die im Deutsch-Französischen Krieg von Bedeutung waren. | Hagenauer Straße | 02 |
| Hanns-Eisler-Straße (Lage)          | 0950 + 280 + 600                           | Hanns Eisler (1898–1962), Komponist | 24. Jan. 1976                       | Die Hanns-Eisler-Straße erschließt in mehreren Abschnitten das in den 1970er Jahren errichtete Wohngebiet zwischen Storkower und Michelangelostraße. Der Straßenverlauf ist der in dieser Zeit üblichen Setzung der Wohnblöcke innerhalb des Neubaugebiets mehrfach gefaltet. Der Hönower Weg, Nummer 7 der 20 grünen Hauptwege, verläuft zwischen Storkower und Michelangelostraße durch den Einsteinpark über einen östlichen Abschnitt der Hanns-Eisler-Straße. | Hanns-Eisler-Straße Richtung Osten · Der Hönower Weg verläuft von der Storkower Straße durch den Einsteinpark zur Hanns-Eisler-Straße         | 14 |
| Hans-Otto-Straße (Lage)             | 0710                                       | Hans Otto (1900–1933), Schauspieler; als einer der ersten Künstler linker Gesinnung von Nationalsozialisten ermordet | 4. Sep. 1974                        | Im Bebauungsplan waren es die Straße 3 und Straße 3a, Abt. XIII. 1903 erhielten sie gemeinsam den Namen Braunsberger Straße nach der ostpreußischen Stadt Braunsberg, seit 1945 Braniewo in Polen. | | 04 |
| Heinrich-Roller-Straße (Lage)       | 0420                                       | Heinrich Roller (1839–1916), Begründer eines deutschen Stenografiesystems | 25. Nov. 1925                       | Die erste Name war Straße 27, Abt. XII des Bebauungsplans. Im Mai 1866 erhielt sie die Bezeichnung entsprechend ihrer Richtung nach Heinersdorf: Heinersdorfer Straße, einem ehemaligen Dorf nordöstlich von Alt-Berlin, seit 2001 Ortsteil des Berliner Bezirks Pankow. Die ruhige, abschüssige Wohnstraße mit Kopfsteinpflaster besitzt einige Gewerbeeinheiten und eine Schule. Die Bebauung besteht überwiegend aus Altbauten. Einige Häuser bieten einen freien Blick über das Friedhofsgelände an der Westseite der Straße (Kirchhof I der evangelischen Georgen-Parochialgemeinde sowie Neuer Kirchhof von St. Marien und St. Nikolai). Auf der Straße verläuft ein Abschnitt des Tiergartenrings. | Heinrich-Roller-Straße | 04 |
| Heinz-Bartsch-Straße (Lage)         | 0210                                       | Heinz Bartsch (1906–1944), Walzwerker und Widerstandskämpfer gegen das NS-Regime | 4. Sep. 1974                        | Der erste Name im Bebauungsplan war Straße 21a, Abt. XIII. Im August 1905 erhielt sie die Bezeichnung Schneidemühler Straße nach der Stadt Schneidemühl in der Provinz Posen, seit 1945 Piła in Polen. – An der Ecke mit der Danziger Straße steht die evangelische Advent-Zachäus-Kirche (siehe Bild). | | 09 |
| Heinz-Kapelle-Straße (Lage)         | 0230                                       | Heinz Kapelle (1913–1941), Leiter des KJVD in Berlin während der 1930er Jahre und Widerstandskämpfer gegen das NS-Regime                                                                                                   | 4. Sep. 1974                        | Der erste Name war Straße 7 e, Abt. XIII/1 im Bebauungsplan. Im November 1911 erhielt sie die Bezeichnung Goldaper Straße nach der Stadt Goldap in Ostpreußen, seit 1945 Gołdap in Polen. Die Straße ist an beiden Enden mit Wohnhäusern überbaut, d. h. sie kann nur über schmale Durchfahrten erreicht werden. | | 08 |
| Helmholtzplatz (Lage)               | 0240 × 70                                  | Hermann Ludwig von Helmholtz (1821–1894), Naturwissenschaftler (Physiologe und Physiker) | 4. Aug. 1897                        | Der erste Name war Platz D, Abt. XII des Bebauungsplans. Der langgestreckte Stadtplatz in Nordwest-Südost-Achse wird umgeben von der Lettestraße, Dunckerstraße, Raumerstraße und Lychener Straße. | Helmholtzplatz | 06 |
| Hermann-Blankenstein-Straße (Lage)  | 1500                                       | Hermann Blankenstein (1829–1910), Kommunalpolitiker, Architekt | 23. Okt. 2000                       | Die neue Straße wurde am 6. Mai 2002 dem öffentlichen Verkehr übergeben. Sie verläuft halbkreisförmig von der Hausburgstraße bis zur Scheffelstraße parallel zur Strecke der Berliner Ringbahn. Gleichzeitig bildet sie den nördlichen Abschluss des ehemaligen Schlachthofgeländes. | Hermann-Blankenstein-Straße an ihrem östlichen Ende Ecke Eldenaer · Hermann-Blankenstein-Straße am westlichen Ende                            | 10 |
| Hiddenseer Straße (Lage)            | 0180                                       | Hiddensee, Insel in der Ostsee, Mecklenburg-Vorpommern | 1. Juni 1910                        | Der erste Name war Straße 13b, Abt. XII des Bebauungsplans. Sie verbindet die Senefelder Straße mit der Prenzlauer Allee in West-Südost-Richtung. | Hiddenseer Straße | 06 |
| Hohenschönhauser Straße (Lage)      | 050 (im Ortsteil)                          | Hohenschönhausen, früheres Dorf östlich von Berlin, seit 2001 Ortsteil von Lichtenberg | um 1895                             | Lediglich das Grundstück Nummer 80 gehört zu Prenzlauer Berg, bei dem es sich um einen größeren Parkplatz und den Eingang zum Volkspark Prenzlauer Berg handelt, an dem keine Gebäude stehen. | Hohenschönhauser Straße (am Volkspark Prenzlauer Berg (links))                                                                                | 15 |
| Hosemannstraße (Lage)               | 0800                                       | Theodor Hosemann (1807–1875), Kunstmaler, Illustrator und Karikaturist | 1. Juni 1910                        | Der erste Name war Straße 23, Abt. XII des Bebauungsplans. 1910 war die Straße nur bis zur Carmen-Sylva-Straße (seit 1954 Erich-Weinert-Straße) angelegt, erst in den 1930er Jahren wurde die Verlängerung und Durchführung zur Roelckestraße (Weißensee) ausgeführt. | Hosemannstraße mit Blickrichtung Norden, rechts neuerbaute Gebäude der Ballettschule                                                          | 13 |
| Hufelandstraße (Lage)               | 0650                                       | Christoph Wilhelm Hufeland (1762–1836), Mediziner, erster Dekan der Medizinischen Fakultät der neuen Berliner Universität                                                                                                  | 4. Juni 1904                        | Der erste Name war Straße 2, Abt. XIII/1. Die Gehwege dieser Straße sind breiter als in den benachbarten Straßen und mit einer Reihe Linden bepflanzt; vermutlich als Ausgleich für die sonst enge Bebauung mit mehreren Hinterhöfen. | Hufelandstraße | 04 |
| Humannplatz (Lage)                  | 0170 × 150                                 | Carl Humann (1839–1896), Ingenieur, Architekt und Archäologe (Pergamonaltar) | 22. Aug. 1903                       | Der erste Name war Platz E, Abt. XII des Bebauungsplans. Das Karree Erich-Weinert-Straße, Gudvanger Straße, Wichertstraße und Stahlheimer Straße bildet die Grenzen des Platzes. An seiner Südseite befindet sich die katholische Pfarrkirche Heilige Familie. | | 12 |
| Husemannstraße (Lage)               | 0360                                       | Walter Husemann (1903–1943), Kommunist und Widerstandskämpfer gegen das NS-Regime | 31. Jan. 1952                       | Zuerst wurde sie als Straße 36, Abt. XII geplant; bei ihrer tatsächlichen Anlage 1877 erhielt sie die Bezeichnung Hochmeisterstraße nach dem Hochmeister, dem obersten Amt im Deutschen Orden. Im Haus Nummer 8 befand sich seit 1987 ein Friseurmuseum. Es gehört der Stiftung Stadtmuseum Berlin und ist im Frühjahr 1995 nach Alt-Marzahn umgezogen. Im Haus Nummer 12 war zwischen 1987 und 1995 das Museum Berliner Arbeiterleben um 1900 untergebracht, das 1995 geräumt wurde. | Fußballspiel in der Husemannstraße · Husemannstraße                                                                                           | 02 |
| Ibsenstraße (Lage)                  | 0580                                       | Henrik Ibsen (1828–1906), norwegischer Schriftsteller und Dramatiker | 28. Juni 1907                       | Der erste Name war Straße 1a, Abt. XI des Bebauungsplans. Der Verkehrsweg verläuft in West-Ost-Richtung nördlich parallel zur Bornholmer Straße. Auf der Südseite befinden sich vierstöckige Wohnhäuser, während an der Nordseite zwischen Schulgebäude und Andersenstraße Kleingärten (Anlagen Bornholm I und Bornholm II) liegen. Zwischen Stavanger- und Gotlandstraße stehen die Botschaftsgebäude von Kuba und Bosnien und Herzegowina, die Bauwerke aus der DDR-Zeit nutzen. Der Autoverkehr ist an einer Stelle unterbrochen, so dass das Verkehrsaufkommen relativ gering ist. Am westlichen Ende (Björnsonstraße) gibt es eine Straßenbahnwendeschleife. Diese nach mit der 1953 erfolgten Netztrennung der Berliner Straßenbahn auf dem Gelände der KGA ‚Bornholm II‘ eingerichtet worden. | Ibsenstraße | 11 |
| Immanuelkirchstraße (Lage)          | 0490                                       | hier stehende Immanuelkirche | 1. Sep. 1897                        | Der erste Name war Straße 30, Abt. XII des Bebauungsplans. Sie verläuft zwischen Prenzlauer Allee und Greifswalder Straße in West-Südost-Richtung. Nordwestlich führt sie als Knaackstraße weiter. | Immanuelkirchstraße | 03 |
| Isländische Straße (Lage)           | 0240                                       | Island, Inselstaat im Nordatlantik | 28. Juni 1907                       | Der erste Name war Straße 2b, Abt. XI des Bebauungsplans. 1907 erhielt sie einen neuen Namen, der bis einschließlich 1929 Islandstraße geschrieben wurde. | Isländische Straße | 11 |
| Jablonskistraße (Lage)              | 0630                                       | Daniel Ernst Jablonski (1660–1741), Hofprediger in Berlin und Senior (Bischof) des polnischen Zweiges der Brüderunität | 15. Sep. 1906                       | Der erste Name war Straße 29b, Abt. XII des Bebauungsplans. Sie verläuft zwischen Prenzlauer Allee und Greifswalder Straße in West-Südost-Richtung. | | 03 |
| James-Hobrecht-Straße (Lage)        | 0280                                       | James Hobrecht (1825–1902), Berliner Stadtplaner im 19. Jahrhundert | 23. Okt. 2000                       | Diese Straße auf dem Gelände des vormaligen Zentralviehhofs wurde am 28. Mai 2002 dem öffentlichen Verkehr übergeben. Sie liegt zwischen Hermann-Blankenstein- und Eldenaer Straße und führt weiter in die Samariterstraße im Ortsteil Friedrichshain. | James-Hobrecht-Straße | 10 |
| John-Schehr-Straße (Lage)           | 0730                                       | John Schehr (1896–1934), Vorsitzender der KPD, von Nationalsozialisten ermordet | 4. Sep. 1974                        | Der erste Name war Straße 7, Abt. XIII/1 im Bebauungsplan. Im November 1911 erhielt sie die Bezeichnung Kurische Straße nach dem Kurischen Haff, einer Meeresbucht vor der litauisch-russischen Ostseeküste. | Sanierte Wohnbauten | 08 |
| Käthe-Niederkirchner-Straße (Lage)  | 0480                                       | Käthe Niederkirchner, (1909–1944) Widerstandskämpferin gegen das NS-Regime | 4. Sep. 1974                        | Die Straße im Bötzowviertel liegt östlich der Greifswalder Straße zum unbenannten Platz der Hans-Otto-Straße mit Am Friedrichshain. Der Name im Bebauungsplan war Straße 2a, Abt. XII/1. Am 23. April 1902 erhielt sie die Bezeichnung Lippehner Straße nach der Stadt Lippehne in der Provinz Brandenburg, die seit 1945 eine polnische Stadt Lipiany ist, so folgte die Umbenennung in Ost-Berlin 1974 neben weiteren Straßen nach nun polnischen Orten mit „Antifaschisten“ als Namensgeber. Entlang der Straße stehen an beiden Seiten Gründerzeithäuser, teilsaniert und andernteils sanierungsbedürftig. Die gepflasterte ruhige Wohnstraße ist mit Straßenbäumen bestanden und es gibt kleine Läden, die den Kiezcharakter bestimmen. | | 04 |
| Kanzowstraße (Lage)                 | 0270                                       | Thomas Kantzow (um 1505–1542), Chronist und Historiker | 9. Nov. 1911                        | Der Name im Bebauungsplan war Straße 19b, Abt. XII. Sie verläuft zwischen Dunckerstraße und Prenzlauer Allee nordöstlich parallel zur Ringbahnstrecke. | Zum Goldbroiler | 12 |
| Kastanienallee (Lage)               | 1000                                       | Kastanien (Castanea), Gattung in der Familie der Buchengewächse | 1826                                | Die Kastanienallee ist eine der ältesten namentlich nachgewiesenen Straßen im Ortsteil Prenzlauer Berg. Sie wurde 1826 vom Grundbesitzer Wilhelm Griebenow als Fortsetzung des schon bestehenden Weinbergwegs angelegt und nach der Erstbepflanzung benannt. Hier befindet sich der Prater, ein bekannter Biergarten. In der Kastanienallee 6 eröffnete am 1. Oktober 1858 die 15. Berliner Gemeindeschule als erste Schule im Ortsteil. Aus den zunächst gemieteten Räumen zog die Schule am 13. Oktober 1864 in das Schulhaus an der Kastanienallee 26. Auf der Straße ist bis spät in die Nacht Betrieb. Es drängeln sich Autos, Straßenbahnen, unzählige Radfahrer und Kneipenbesucher. Die Wohnungen sind der zentralen Lage wegen sehr begehrt. Der Volkspark am Weinbergsweg und der nahe Mauerpark bieten Gelegenheiten zur Bewegung an der frischen Luft. Die Straße ist Teil des Tiergartenrings, ein System von ,grünen Wanderwegen’ quer durch Berlin. | Kastanienallee | 01 |
| Knaackstraße (Lage)                 | 0990                                       | Ernst Knaack (1914–1944), Widerstandskämpfer gegen das NS-Regime | 31. Jan. 1952                       | Die ersten Namen waren Straße 6 und Straße 8, Abt. XII des Bebauungsplans. 1875 wurden sie zusammengefasst und in Tresckowstraße benannt nach dem preußischen Offizier Hermann von Tresckow. Die Knaackstraße führt von der Danziger Straße, vorbei am Kollwitzplatz, zur Prenzlauer Allee. Bekanntestes Bauwerk ist die Kulturbrauerei mit ihrem Haupteingang in der Knaackstraße. Zudem entstand hier zwischen 1890 und 1892 eine der 14 städtischen Markthallen Berlin (Markthalle XIII). | Wasserturm an der Knaackstraße · Knaackstraße                                                                                                 | 02 |
| Kniprodestraße (Lage)               | 1920                                       | Winrich von Kniprode (um 1310–1382), 22. Hochmeister des Deutschen Ordens | 13. Feb. 1901 (mit Unterbrechungen) | Sie hieß zuerst Straße 25, Abt. XII/1 im Bebauungsplan, laut Adressbuch und Kauperts (bereits seit 1770) Verlorener Weg. Der Name Kniprodestraße wurde 1900 „in Vorschlag gebracht“, den sie 1901 offiziell erhielt. Im Jahr 1974 hatte der Ost-Berliner Magistrat dem in Prenzlauer Berg liegenden Abschnitt den Namen Artur-Becker-Straße nach dem Spanienkämpfer Artur Becker gegeben. Am 1. November 1995 wurde die Artur-Becker-Straße in Kniprodestraße rückbenannt. Die ursprüngliche Kniprodestraße verlief nordostwärts niveaugleich über die Gleise der Berliner Ringbahn und weiter über den Bereich Prenzlauer Berg hinaus, geradlinig über das nördliche Teilstück des Jüdischen Friedhofs in Weißensee. Danach kreuzte sie die damalige Lichtenberger Straße (seit 1985 Indira-Gandhi-Straße) und schloss an die Falkenberger Straße bzw. Hohenschönhauser Straße an. Als der Friedhof zu Anfang der 1950er Jahre vergrößert wurde, wurde der westliche Abschnitt der Kniprodestraße höher gelegt und mittels einer Brücke über die Gleisanlagen geführt, sie endet seitdem an der nordwestwärts verlaufenden Michelangelostraße. Ein Teilstück des Hönower Wegs, Nummer 7 der 20 grünen Hauptwege, verbindet als Wander- und Radweg den Volkspark Friedrichshain mit dem Stadtrand in Hönow. | Kniprode- /Ecke Hufelandstraße, 1955. Blick vom Park Friedrichshain · Wohnblocks Kniprodestraße                                               | 15 |
| Kollwitzplatz (Lage)                | 0160 × 160 × 140 (Dreieckform)             | anliegende Kollwitzstraße | 7. Okt. 1947                        | Im Bebauungsplan hieß er zunächst Platz H, Abt. XII, 1875 erhielt er die Bezeichnung Wörther Platz nach Wœrth, einem Schlachtenort im Deutsch-Französischen Krieg im Elsass. | Kollwitzplatz | 02 |
| Kollwitzstraße (Lage)               | 1100                                       | Käthe Kollwitz (1867–1945), sozial engagierte Künstlerin | 7. Okt. 1947                        | Der Name im Bebauungsplan war Straße 4, Abt. XII. 1874 erhielt sie die Bezeichnung Weißenburger Straße nach Weißenburg, einer zeitweiligen deutschen Stadt im Reichsland Elsaß-Lothringen. Die Kollwitzstraße führt von der Schönhauser Allee über den Kollwitzplatz zur Danziger Straße. In der Weißenburger Straße 25, einem Eckhaus am Wörther Platz (seit 1947 Kollwitzplatz), hatten von 1891 bis 1943 Käthe und Karl Kollwitz Wohnung, Arztpraxis (bis 1940) und Atelier. Im Haus Kollwitzstraße 74 befand sich bis 1991 das Fuhrunternehmen „Meta Lorei“ mit 18 Pferden. In der Kollwitzstraße befand sich der Kuhstall. Hier lebten nach dem Zweiten Weltkrieg vertriebene Bauern aus Kolberg, die in der Großstadt das Landleben weiterhin führten. Es gab auch Hühner sowie Heu und Stroh vor der Tür. Die noch vorhandenen Stallgebäude werden für andere Zwecke weitergenutzt. | Kollwitzstraße am Kollwitzplatz | 02 |
| Kolmarer Straße (Lage)              | 0210                                       | Colmar (1871–1918 sowie in der Zeit des Nationalsozialismus auch Kolmar), Stadt im Elsass | 28. Sep. 1885                       | Der Name im Bebauungsplan war Straße 33, Abt. XII. In diesem Viertel sind mehrere Straßen nach Orten benannt, die im Deutsch-Französischen Krieg von Bedeutung waren. | Kolmarer Straße | 02 |
| Kopenhagener Straße (Lage)          | 0870                                       | Kopenhagen, Hauptstadt von Dänemark | 30. Apr. 1899                       | Der Name im Bebauungsplan war Straße 18, Abt. XI. Im Haus Nr. 13 wurde 1979 der bekannte DEFA-Film „Solo Sunny“ gedreht. In dieser Straße befindet sich ein denkmalgeschütztes Umspannwerk. Die südliche Seite der innerstädtischen Wohnstraße wird von der Berliner Ringbahn begrenzt. Das westliche Ende der Straße ist für Autos ab der Schwedter Straße eine Sackgasse, Fußgänger und Radfahrer können von hier zum Mauerpark gelangen. Altbauten sind vorherrschend. Auf Höhe der Sonnenburger Straße gibt es einen Fußgängersteg über die Ringbahn zur Dänenstraße und zum Arnimplatz. Die Straße gehört zum Mauerweg und zum Inneren Parkring. | Kopenhagener Straße | 05 |
| Korsörer Straße (Lage)              | 0270                                       | Korsør, Hafenstadt auf der Insel Seeland, Dänemark | 17. Sep. 1905                       | Der Name im Bebauungsplan war Straße 19a, Abt. XI. Sie verbindet die Schwedter Straße mit der Ystader Straße in West-Ost-Führung. | Korsörer Straße 2012 | 11 |
| Krügerstraße (Lage)                 | 0420                                       | Franz Krüger (1797–1857), genannt „Pferde-Krüger“, Maler und Lithograf | 23. Jan. 1913                       | Der Name im Bebauungsplan war Straße 15a, Abt. XII. Sie führt von der Erich-Weinert-Straße zur Prenzlauer Allee, entgegen dem sonstigen rechtwinkligen Straßennetz aber als Diagonale in West-Nordost-Führung. Bis 1966 führte die Straßenbahnlinie 70 vom Humannplatz zur Prenzlauer Allee / Ostseestraße mit einer Haltestelle an der Gudvanger Straße durch die Krügerstraße. An der innerstädtischen Wohnstraße stehen überwiegend Altbauten. | | 12 |
| Küselstraße (Lage)                  | 0370                                       | Erich Küsel (1903–1942), Politiker und Widerstandskämpfer gegen das NS-Regime | 31. Jan. 1952                       | Der Name im Bebauungsplan war Straße 37. Sie erhielt 1931 die Bezeichnung Silberschmidtweg nach dem Gewerkschaftsfunktionär Hermann Silberschmidt. 1933, in der Zeit des Nationalsozialismus wurde die Straße aufgeteilt in Dixmuidenweg (nach der belgischen Stadt Diksmuide) und Langemarckstraße (nach der belgischen Gemeinde Langemarck bei Ypern), beides Kampfplätze im Ersten Weltkrieg. | | 13 |
| Kuglerstraße (Lage)                 | 1080                                       | Franz Kugler (auch Franz Theodor Kugler); (1808–1858), Kunsthistoriker und Dichter | 15. Sep. 1903                       | Der Name im Bebauungsplan war Straße 20a, Abt. XII. Der Verkehrsweg reichte von der Schönhauser Allee bis zur Stahlheimer Straße. Ihr östlicher Teil, die Straße 20b wurde am 9. Februar 1913 benannt. Bis Ende der 1920er Jahre führte die Trasse der Kuglerstraße bis zur Greifswalder Straße. Am 27. Januar 1931 wurde der Teil der Kuglerstraße, der zwischen Hosemann- und Greifswalder Straße lag, in Döblinweg umbenannt, passend zur Flandersiedlung erfolgte in der NS-Zeit die Benennung als Zeebrüggestraße. 1945 wurde dafür wiederum Döblinweg vorgeschlagen, aber es wurde die Umbenennung in Schieritzstraße. Die innerstädtische Wohnstraße besitzt teilweise Kopfsteinpflaster, die Bebauung besteht überwiegend aus Altbauten. | Kuglerstraße 2012 | 12 |
| Kurt-Exner-Straße (Lage)            | 0100                                       | Kurt Exner (1901–1996), Kommunalpolitiker (SPD) | 17. Dez. 2001                       | Die 2001 als Planstraße HS 26 im „Entwicklungsgebiet Alter Schlachthof“ angelegte Straße wurde am 7. November 2002 dem öffentlichen Verkehr übergeben. Sie liegt auf dem Gelände westlich der Thaerstraße zwischen Walter-Friedländer- und Otto-Ostrowski-Straße. Die Straße ist ein Abschnitt des Grünen Hauptwegs 18 (Innerer Parkring) der zwischen Forckenbeckplatz und Sportpark durch das Gelände des Alten Schlachthofs führt. | Kurt-Exner-Straße | 10 |
| Landsberger Allee (Lage)            | 0960 (im Ortsteil)                         | Altlandsberg, Stadt in Brandenburg | 31. Jan. 1992                       | Die Straße beziehungsweise einzelne Abschnitte trugen seit ihrer Anlage mehrfach verschiedene Namen, zuletzt Leninallee (1950–1992). Die Landsberger Allee gehört mit elf Kilometer neben Adlergestell und Heerstraße zu den längsten Straßen Berlins. Zu Prenzlauer Berg gehört der Abschnitt zwischen Danziger Straße und Oderbruchstraße. | Landsberger Allee, Nummern 79–95 | 0G |
| Lettestraße (Lage)                  | 0260                                       | Wilhelm Adolf Lette (1799–1868), Sozialpolitiker und Jurist | 8. März 1892                        | Der Name im Bebauungsplan war Straße 12, Abt. XII. Sie verbindet in leichter West-Ost-Führung die Lychener Straße mit der Dunckerstraße. Gleichzeitig bildet sie die nordöstliche Begrenzung des Helmholtzplatzes. | Lettestraße | 06 |
| Lewaldstraße (Lage)                 | 0120                                       | Fanny Lewald (1811–1889), Schriftstellerin | 23. Jan. 1913                       | Der Name im Bebauungsplan war Straße 18c, Abt. XII. Sie führt von der Wisbyer Straße zur Kuglerstraße. Sie ist eine innerstädtische Wohnstraße, auf deren westlicher Seite Altbauten stehen. Auf der östlichen Seite liegt eine kleine Grünfläche mit Spielplatz. | Lewaldstraße (2012) | 12 |
| Lilli-Henoch-Straße (Lage)          | 0280                                       | Lilli Henoch (1899–1942), Leichtathletin und Turnlehrerin, Opfer des NS-Regimes | 1. Feb. 1993                        | Die Straße gehört zu dem um den Thälmannpark errichteten Wohnviertel aus Wohnblocks in DDR-Plattenbauweise und erhielt 1984 zuerst den Namen Wilhelm-Florin-Straße nach Wilhelm Florin, KPD-Politiker und Widerstandskämpfer gegen den Nationalsozialismus. Auf Beschluss des Senats erhielt sie nach der Wende den neuen Namen. An der Straße liegt die Schwimmhalle Ernst-Thälmann-Park und auf dem Verlauf liegt der Innere Parkring. | | 07 |
| Lindenhoekweg (Lage)                | 0150                                       | Lindenhoek, Ort in Westflandern, Belgien | 11. Mai 1938                        | Der Name im Bebauungsplan war Straße 44. Lindenhoek war im Ersten Weltkrieg während der Ersten Flandernschlacht Kriegsschauplatz. | | 13 |
| Liselotte-Herrmann-Straße (Lage)    | 0450                                       | Liselotte Herrmann (1909–1938), Widerstandskämpferin gegen das NS-Regime | 4. Sep. 1974                        | Der Name im Bebauungsplan war Straße 2b, Abt. XIII/1. Im September 1905 erhielt sie die Bezeichnung Allensteiner Straße nach der ostpreußischen Stadt Allenstein, seit 1945 Olsztyn in Polen. | Lilo-Herrmann-Straße, von der Hans-Otto-Straße nordwestwärts gesehen.                                                                         | 04 |
| Lottumstraße (Lage)                 | 0310                                       | Carl Friedrich Heinrich von Wylich und Lottum (1767–1841), preußischer Minister und Geheimrat | 25. Aug. 1860                       | Bereits im Jahr 1770 führte ein Feldweg nach Westen etwa im Verlauf der Lottumstraße zum Vorwerk vor dem Schönhauser Thor. Um 1860 war diese Straße noch ungepflastert und nur mit drei eingeschossigen Häusern bebaut. Das Terrain, durch das die Lottum- und die Christinenstraße führten, die am gleichen Tage benannt wurden, gehörte dem Grafen von Wylich und Lottum. | | 01 |
| Lychener Straße (Lage)              | 0830                                       | Lychen, Stadt in Brandenburg | 20. Apr. 1894                       | Der Name im Bebauungsplan war Straße 15, Abt. XII. Der Straßenteil südlich der Ringbahn wurde zuerst benannt. Ursprünglich verlief sie bis zur Wisbyer Straße. Am 1. August 1938 erhielt ihr nordöstlicher Teil (hinter der Ringbahn) die Bezeichnung Gudvanger Straße. Die Straße bildet die Verlängerung der Knaackstraße von der Danziger Straße bis zum S-Bahn-Gelände. Es ist eine innerstädtische Wohnstraße im Szenekiez vom Prenzlauer Berg. Die Bebauung besteht aus teilweise hervorragend restaurierten Altbauten. Die Straße endet an der S-Bahn-Trasse als Sackgasse. | Lychener Straße | 06 |
| Maiglöckchenstraße (Lage)           | 0330                                       | Maiglöckchen (Convallaria majalis), eine Pflanzenart in der Familie der Spargelgewächse | 23. März 1925                       | Im Bebauungsplan (um 1863) hieß sie Straße 26a. Die Straße bildet die äußerste östliche Grenze des Ortsteils und liegt am Fuß des Volksparks Prenzlauer Berg. Die Straße liegt im Blümchenviertel, dieser Name hat sich durch die Nähe zum Volkspark gegenüber der Bezeichnung Blumenviertel (Rudow, Weißensee) bei Anwohnern eingebürgert. | | 15 |
| Malmöer Straße (Lage)               | 0520                                       | Malmö, schwedische Stadt | 4. Juli 1904                        | Der Name im Bebauungsplan war Straße 9, Abt. XI. Der Name des südlichen Teils der Malmöer Straße wurde am 16. August 1906 aufgehoben und offiziell in Ystader Straße benannt. | Malmöer Straße | 11 |
| Mandelstraße (Lage)                 | 0370                                       | Eduard Mandel (1810–1882), Kupferstecher | 23. Jan. 1913                       | Der Name im Bebauungsplan war Straße 23b, Abt. XII. Die Straße liegt zu beiden Seiten der Ostseestraße. Hier befindet sich das Baudenkmal der ehemaligen 306./307. Gemeindeschule mit Lehrerwohnhaus, 1915–1923 nach Plänen von Ludwig Hoffmann errichtet (Bildmitte). Das Gebäude ist seit den späten 1990er Jahren ein Oberstufenzentrum. | Blick in die Straße von Westen Richtung Ostseestraße                                                                                          | 13 |
| Margarete-Sommer-Straße (Lage)      | 0350                                       | Margarete (Grete) Sommer (1893–1965), katholische Sozialarbeiterin und Widerstandskämpferin gegen das NS-Regime | 5. Nov. 1993                        | Im Bebauungsplan des 19. Jahrhunderts hieß sie Straße 16a, Abt. XII. Sie erhielt 1896 die Bezeichnung Werneuchener Straße nach Werneuchen, einer Stadt in der damaligen Mark Brandenburg. | | 04 |
| Margarete-Walter-Straße (Lage)      | 0150                                       | Margarete („Grete“) Walter (1913–1935), Verkäuferin und Widerstandskämpferin gegen das NS-Regime | 4. Sep. 1974                        | Im Bebauungsplan des 19. Jahrhunderts hieß sie Straße 64, Abt. XIII. Im November 1911 erhielt sie die Bezeichnung Bartensteiner Straße nach dem ostpreußischen Ort Bartenstein, seit 1945 Bartoszyce in Polen. Eine zwischenzeitliche weitere Namensgebung lautete Neukuhrer Straße (nach Neukuhren in Ostpreußen, seit 1945 Pionerskij in Russland), weil die Bartensteiner Straße umtrassiert wurde. | | 08 |
| Marienburger Straße (Lage)          | 0550                                       | Marienburg, Kreisstadt in der Provinz Westpreußen, seit 1945 Malbork in Polen | 25. Sep. 1884                       | Der Name im Bebauungsplan war Straße 26, Abt. XII. Um 1874 erhielt sie die Bezeichnung Taraschwitzweg nach E. Taraschwitz, einem Grundstücksbesitzer und Unternehmer (Goldleisten-, Steinpappwaren- und Metallbuchstabenfabrik) im 19. Jahrhundert. Sie verbindet die Prenzlauer Allee mit der Greifswalder Straße. | Marienburger Straße | 03 |
| Marion-Seelig-Platz (Lage)          |                                            | Marion Seelig (1953–2013), Bürgerrechtlerin, Politikerin (Die Linke) | 26. März 2025                       | Der Platz liegt an der Einmündung der Bötzowstraße in die Straße Am Friedrichshain. | | 04 |
| Marthashof (Lage)                   | 0140 × 60                                  | Martha hebräisch „Gebieterin“, weiblicher Vorname | ab 2008                             | Die 2008 angelegte Privatstraße geht von der Schwedter Straße ab. Hier wurde bis 2011 eine abgeschlossene neue Wohnanlage errichtet. Die Kaiserswerther Diakonie gründete 1854 den Marthashof, eine evangelische Herberge und Bildungseinrichtung für junge Dienstmädchen in der Schwedter Straße 37–40. Der Straßenname erinnert an die historische Bezeichnung des Grundstücks. | Marthashof Juni 2010 | 01 |
| Mendelssohnstraße (Lage)            | 0290                                       | Felix Mendelssohn Bartholdy (1809–1847), Komponist | 3. Dez. 1887 (mit Unterbrechungen)  | Der Name im Bebauungsplan im Zuge der Mendelssohnstraße war Straße A und Straße B des Bebauungsplans NO. Zum Zeitpunkt der Benennung von Mendelssohn- und Meyerbeerstraße (aus Straße B) waren diese bereits bebaut. Ursprünglich lag in der Trasse der späteren Straße die Berliner Zollmauer (Friedhöfe lagen außerhalb des Stadtgebiets). Bereits 1887 erhielt sie im Süd-Nord-Lauf ihren Namen, gleichzeitig bekam der West-Ost-Ast den Namen Meyerbeerstraße. Seit ihrem Anlegen als Straße A bis zum Neubau der Mollstraße 1969 führte die Straße weiter nach Süden. Die Mendelssohnstraße lag zwischen der Linienstraße (die östlich weiterführte) und der Meyerbeerstraße an der Ecke des „Begräbnisplatzes der Marienkloster- und Nicolai-Gemeinde“ und kreuzte die Jostystraße. 1938 wurde sie zusammen mit der ostwärts liegenden Meyerbeerstraße bei der „Arisierung von Straßennamen“ in Rombergstraße umbenannt Namensgebend nach Moritz Heinrich Romberg, einem in Berlin praktizierenden Arzt und Hochschullehrer. 1946 wurde der alte Name für den gesamten Straßenzug vorgeschlagen und 1950 erfolgte die Rückbenennung zu Ehren des jüdischen Komponisten. Um die Mendelssohnstraße und insbesondere im Bezirk Mitte bestanden im Ergebnis des Zweiten Weltkriegs erhebliche Gebäudeschäden seit 1945 mit Totalschäden und Kriegsruinen. 1961 liegt die Mendelsohnstraße noch zwischen Linienstraße im Bogen zur Neuen Königsstraße. Mit der Errichtung des Neubauviertels nördlich vom Alexanderplatz über die Mollstraße hinweg entfiel der südliche Abschnitt der Mendelssohnstraße zu Gunsten der zu diesem Zeitpunkt auf 70 Meter verbreiterten Mollstraße, die mit dem Straßenland im Ortsteil Mitte liegt. Die Mollstraße wurde 1969 im Abschnitt über die Otto-Braun-Straße (damals Hans-Beimler-Straße, vorher Neue Königsstraße) verlängert. An der Westseite der Mendelssohnstraße steht auf den Ortsteil begrenzt ein WBS 70-Wohnblock mit den Hausnummern 1–7 (ungerade). Die das Karree umgebenden Häuser gehören im Ortsteil zu Moll- und Otto-Braun-Straße. Auf der rechten (südlich und östlich) Straßenseite im Winkel zu den Wohnblöcken Mollstraße 33–36 (fortlaufend) und Otto-Braun-Straße 77 und 79 befindet sich die Helene-Häusler-Schule (Hausnummer 10) und die Sporthalle (Grundstück 4). An der Nordseite (Ost-West-Verlauf) steht zur Otto-Braun-Straße hin ein fünfgeschossiges Wohnhaus mit Penthouseaufsatz aus den 2010er Jahren, in Bebauungsverdichtung mit Lage an der City Ost. Mit Hausnummer 27 nimmt dieses die historische Grundstücksnummerierung (insbes. der Rombergstraße) wieder auf. Westlich auf (im Detailnetz) unnumerierten Grundstück besteht ein Parkplatz (3300 m²). | Mendelssohnstraße Otto-Braun-Straße 2012 · Mendelssohnstraße von Mollstraße 2015 · Blick nach West zum WBS70-Block der Mendelssohnstraße 2015 | 03 |
| Metzer Straße (Lage)                | 0480                                       | Metz, Stadt in Frankreich | März 1874                           | Der Name im Bebauungsplan war Straße 3, Abt. XII. Die Benennung der Straße wurde ohne ein konkretes Datum im April 1874 publiziert. Sie erhielt aufgrund der Annexion von Metz 1871 ihren Namen. Im Jahr 1748 ließ König Friedrich II. von Preußen im Karree der Saarbrücker / Metzer / Straßburger Straße fünf Windmühlen errichten, 1770 gab es acht. Darauf geht der Name „Windmühlenberg“ zurück. | Metzer Straße | 01 |
| Meyerheimstraße (Lage)              | 0270                                       | Friedrich Eduard Meyerheim (1808–1879), Maler | 12. Mai 1910                        | Der Name im Bebauungsplan war Straße 14b, Abt. XII. Sie verläuft zwischen Kuglerstraße und Zelterstraße in Nord-Südwest-Richtung. | Meyerheimstraße (2012) | 12 |
| Michelangelostraße (Lage)           | 0860                                       | Michelangelo Buonarroti (1475–1564), italienischer Maler, Bildhauer, Architekt und Dichter | 14. Feb. 1964                       | Die Straße wurde im Zusammenhang mit der Verlegung der Kniprodestraße angelegt und erhielt aus Anlass des 400. Todestages von Michelangelo ihren Namen. Sie verbindet die Kniprodestraße mit der Greifswalder Straße. Ein Teilstück des Hönower Wegs, Nummer 7 der 20 grünen Hauptwege, verbindet als Wander- und Radweg den Volkspark Friedrichshain mit dem Stadtrand in Hönow. | Michelangelostraße, Fahrstrecke von Pankow und Weißensee Richtung nach Lichtenberg                                                            | 15 |
| Milastraße (Lage)                   | 0120                                       | Guillaume (Wilhelm) Mila (1764–1833), Historiker | 17. Sep. 1905                       | Der Name im Bebauungsplan war Straße 23a, Abt. XII. Die Milastraße verbindet die Cantianstraße mit der Schönhauser Allee in West-Ost-Führung, es ist eine ruhige Wohnstraße mit durchgängiger Altbausubstanz. | Milastraße (2012) | 05 |
| Minna-Flake-Platz (Lage)            | 0080 × 70 Diagonalen eines Drachenvierckes | Minna Flake (1886–1958), Ärztin und Sozialistin | 27. Nov. 2015                       | Durch das zurückgezogene Wohnhaus Erich-Weinert-Straße 65 und die gleichfalls zurückgesetzte Eckbebauung von Gudvanger Straße 24 und Krügerstraße 1 entsteht schräg gegenüber der Nordostecke vom Humannplatz ein freier unbenannter Platz von 3000 m². Der neugestaltete Platz in Form eines Drachenvierecks liegt in die Krügerstraße hinein und der historische Straßenverlauf mit zwei Verkehrsinseln wurde beibehalten. Vor dem Wohnhaus Krüger/Gudvangerstraße steht ein Altstoff-Kiosk und vor Erich-Weinert-Straße 65 ist die Abfallanlage mit Buschwerk umgeben. Die Benennung des öffentlichen Stadtplatzes nach Minna Flake wurde vom Frauenbeirat Pankow beantragt, als ehrendes Andenken in Anerkennung ihrer Leistung und der außergewöhnlichen Persönlichkeit ihrer Zeit. Die Namensgeberin war von 1927 bis 1929 Stadtschulärztin am Gesundheitsamt in Prenzlauer Berg. Nach dem Anliegen des Bezirksamtes Pankow von 2010 soll der Anteil an nach Frauen benannten Straßen, Plätzen und Orten erhöht werden. Der benannte Stadtplatz liegt im ehemaligen Wirkungskreis der Schulärztin stellt einen topografischen Bezug her. | Minna-Flake-Platz in Richtung Krügerstraße | 12 |
| Mollstraße (Lage)                   | 0810 (im Ortsteil)                         | Joseph Maximilian Moll (1813–1849), Uhrmacher und Politiker | 9. Aug. 1963                        | Teile der Straße verlaufen in den Nachbarortsteilen Friedrichshain und Mitte. Lediglich die nördliche Bebauung zwischen Prenzlauer Allee und Otto-Braun-Straße gehört zu Prenzlauer Berg. | Wohnhaus Mollstraße 33–36 | 03 |
| Mülhauser Straße (Lage)             | 0110                                       | Mülhausen (frz.: Mulhouse), Stadt im Elsass, Frankreich | 28. Sep. 1885                       | Der erste Name war Straße 33a, Abt. XII des Bebauungsplans. Zunächst wurde sie Mühlhausener Straße geschrieben, die Korrektur der Schreibweise wurde am 18. April 1886 publiziert. Sie verbindet die Kolmarer Straße mit der Prenzlauer Allee. | Mühlhauser Ecke Kolmarer Straße | 02 |
| Naugarder Straße (Lage)             | 0420                                       | Naugard, Stadt in der Provinz Pommern, seit 1945 Nowogard in Polen | 12. Mai 1910                        | Der erste Name war Straße 32a, Abt. XII des Bebauungsplans. Sie war ursprünglich bis zur Gubitzstraße vorgesehen, wurde jedoch nur bis zur Hosemannstraße angelegt. | Naugarder Straße/Ecke Erich-Weinert, Blick entlang der Straße zum S-Bahnhof                                                                   | 13 |
| Neue Welt (Lage)                    | 0270                                       | Neue Welt, einstiges Bierlokal vor dem Frankfurter Tor | 23. Okt. 2000                       | Die Straße wurde am 1. Oktober 2003 dem öffentlichen Verkehr übergeben. Sie verläuft zwischen der James-Hobrecht- und der August-Lindemann-Straße. Hier wurden mehrere Vier-Familien-Reihenhäuser in auffälligem Orange erbaut, auf deren Südseite eine schmale Grünanlage liegt. | Neue Welt | 10 |
| Nordkapstraße (Lage)                | 0130                                       | Nordkap, Schieferplateau (Kap) auf der norwegischen Insel Magerøya | 18. Juli 1907                       | Der erste Name war Straße 9e, Abt. XI des Bebauungsplans. Es ist eine kurze Nord-Süd-Straße zwischen Ibsenstraße und Bornholmer Straße. Nördlich geht sie in einen Erschließungsweg einer Kleingartenanlage über. Viele der Wohnhäuser der ruhigen noch zentral gelegenen Wohnstraße mit Kopfsteinpflaster stammen aus den 1920er Jahren. | Nordkapstraße | 11 |
| Norwegerstraße (Lage)               | 0330                                       | Norweger, die größte Ethnie in Norwegen. Der Straßenname nimmt die im gleichen Kiez vergebenen Straßennamen nach Orten in Norwegen auf.                                                                                    | 18. Juli 1907                       | Die ersten Namen waren Straße 3a und Straße 12b, Abt. XI des Bebauungsplans. Am südlichen Ende führt ein Fußgängerweg zur Behmstraßenbrücke. Die östliche Seite der Wohnstraße besteht überwiegend aus Altbauten, während die westliche Seite von der S-Bahn begrenzt wird. Die Norwegerstraße ist eine Fahrradstraße und darf mit Kraftfahrzeugen nur von Anliegern befahren werden. An der Unterführung unter der Behmstraße sind noch einige Mauerreste erkennbar. Hier verlaufen auch der Mauerweg, der Lübarser Weg und der Innere Parkring. | Norwegerstraße | 11 |
| Ochtumweg (Lage)                    | 0220                                       | Ochtum, Fluss bei Bremen und Nebenfluss der Weser | 27. Feb. 1936                       | Der erste Name war Straße 39 des Bebauungsplans. Der Weg führt vom Steengravenweg in südöstliche Richtung geradlinig durch ein Villenviertel bis zum Süderbrokweg am Rande des Volksparks Prenzlauer Berg. | | 15 |
| Oderberger Straße (Lage)            | 0550                                       | Oderberg, Stadt in Brandenburg | 17. Sep. 1873                       | Im Bebauungsplan trug der Verkehrsweg den Namen Straße 55, Abt. XI. Ein bekanntes Bauwerk ist das Stadtbad Oderberger Straße auf dem Grundstück 57/59, das wegen Bauwerkschäden 1986 seinen Badebetrieb eingestellt hatte. Das Bad wurde seit 2012 grundlegend saniert und 2016 wieder eröffnet. Im Gebäudekomplex wurde zusätzlich ein Hotel eingerichtet. Auf dem inneren Teil des Grundstücks des Stadtbades wurde 1900 die Gemeindedoppelschule mit den Dienstwohnungen für die Rektoren in den oberen Etagen der Straßenfront eingeweiht. Ein eigener Wasserturm auf dem Grundstück ermöglichte den Betrieb des Bades und versorgte die Bewohner mit Frischwasser.Der Wanderweg Tiergartenring verläuft auf der Oderberger Straße. | Oderberger Straße · Feuerwache Oderberger Straße                                                                                              | 01 |
| Oderbruchstraße (Lage)              | 0320                                       | Oderbruch, Landschaft in Brandenburg | 9. Nov. 1911                        | Der erste Name war Straße 17, Abt. XIII/1 des Hobrecht-Plans. Sie bildete bei ihrer Benennung 1911 die nördliche Verlängerung der Thaerstraße. Die Oderbruchstraße verlief geradlinig bis zur Lichtenberger Straße, sie wurde erst in den späten 1940er Jahren, als der Volkspark Prenzlauer Berg aus Kriegstrümmern aufgeschüttet wurde, verkürzt. Sie liegt an der Grenze zwischen den Ortsteilen Prenzlauer Berg und Fennpfuhl am Blümchenviertel, dieser Name hat sich durch die Nähe zum Volkspark gegenüber der Bezeichnung Blumenviertel (Rudow, Weißensee) bei Anwohnern eingebürgert. | | 15 |
| Oleanderstraße (Lage)               | 0240                                       | Oleander, immergrüne Pflanze, gehört zu den Hundsgiftgewächsen (Apocynaceae) | 23. März 1925                       | Der Name im Bebauungsplan war Straße D. Die Wohnbauten aus den 1960er Jahren reichen von der Syringen- bis zur Oderbruchstraße und bestehen aus einzelnen Blocks. Die Straße liegt im Blümchenviertel, dieser Name hat sich durch die Nähe zum Volkspark gegenüber der Bezeichnung Blumenviertel (Rudow, Weißensee) bei Anwohnern eingebürgert. | | 15 |
| Olga-Benario-Prestes-Straße (Lage)  | 0180                                       | Olga Benario (1908–1942), deutsch-brasilianische Kommunistin und Widerstandskämpferin gegen das NS-Regime | 4. Sep. 1974                        | Der erste Name zu Beginn des 20. Jahrhunderts lautete Bartensteiner Straße, die nach Umtrassierung im Zusammenhang mit intensiver Bautätigkeit Ende 1939 mit Straße 62 bezeichnet wurde. Im Jahr 1940 erhielt sie den Namen Neukuhrer Straße nach Neukuhren, einem Ort in Ostpreußen, seit 1945 Pionerskij in Russland. | | 08 |
| Ostseeplatz (Lage)                  | 0200 × 50                                  | Ostsee, Meer in Nordosteuropa | 23. Jan. 1913                       | Der erste Name war Platz F 2, Abt. XII des Bebauungsplans. Der Platz ist eher ein kleiner Park, um den herum die Richtungsfahrbahnen der Ostseestraße verlaufen. Inmitten der Grünanlage steht seit 1987 die Bronzeskulptur Knieende Dame mit Schale von Anna Franziska Schwarzbach. | Skulptur Knieende Dame mit Schale von Anna Franziska Schwarzbach auf dem Ostseeplatz                                                          | 13 |
| Ostseestraße (Lage)                 | 1060                                       | Ostsee, Meer in Nordosteuropa | 23. Jan. 1913                       | Der erste Name war Straße 31a, Abt. XII des Bebauungsplans. Am Verkehrsknotenpunkt Ostseestraße/Prenzlauer Allee/Wisbyer Straße treffen die drei früheren Stadtbezirke Prenzlauer Berg, Weißensee und Pankow zusammen. Er heißt im Volksmund aufgrund seiner Lage 'Spitze' oder auch Weißenseer Spitze. | Ostseestraße | 13 |
| Otto-Braun-Straße (Lage)            | 0400 (im Ortsteil)                         | Otto Braun (1872–1955), Politiker (SPD) in der Weimarer Republik | 1. Nov. 1995                        | Die früheren Namen waren Rennweg, auch Rönnweg (16. bis 17. Jh.), Bernauer Straße (17. Jh. bis 1810), Neue Königstraße (1810–1966) und Hans-Beimler-Straße (1966–1995). Die Straße verläuft im Ortsteil in Süd-Nord-Richtung zwischen Mollstraße und der Straße Prenzlauer Berg. | Otto-Braun-Straße | 03 |
| Otto-Ostrowski-Straße (Lage)        | 0550                                       | Otto Ostrowski (1883–1963), Politiker, Bürgermeister von Prenzlauer Berg, Wilmersdorf und Oberbürgermeister von Berlin | 23. Okt. 2000                       | Die Straße wurde am 7. November 2002 zwischen Agnes-Wabnitz- und Thaerstraße sowie am 22. Januar 2008 über die Hermann-Blankenstein-Straße hinaus dem öffentlichen Verkehr übergeben. Die Nordseite dieser Straße im Entwicklungsgebiet Alter Schlachthof ist eine Sackgasse, fußläufig endet sie an der Landsberger Brücke. Hier markiert ein symbolisches Tor mit zwei Bären auf Postamenten den Zugang zum Gebiet. Die Straße ist ein Abschnitt des Grünen Hauptwegs 18 (Innerer Parkring) der zwischen Forckenbeckplatz und Sportpark durch das Gelände des Alten Schlachthofs führt. Der Weg liegt an der Südostseite der Straße zum Hausburgpark. | Otto-Ostrowski-Straße | 10 |
| Pappelallee (Lage)                  | 0900                                       | Pappeln, Pflanzengattung in der Familie der Weidengewächse | um 1826                             | Die Pappelallee, zunächst ein Feldweg zu den Ländereien des Rittergutes Niederschönhausen, wurde um 1826 durch Wilhelm Griebenow als Straße angelegt. Obwohl dort keine Pappeln gestanden haben sollen, entstand der Name im Volksmund. 1860 wünschte einer der Anwohner die Bezeichnung Heinrichstraße, was aber vom Magistrat abschlägig beantwortet wurde. Am 16. August 1906 wurde der Name des nördlichen Teils der Pappelallee aufgehoben und in Stahlheimer Straße umbenannt. Die Straße verläuft als Verlängerung der Kastanienallee von der Schönhauser Allee bis zum S-Bahn-Gelände. Seit dem 4. Januar 2010 ist in der Nr. 78–79 der Suhrkamp Verlag ansässig. Es ist eine innerstädtische Wohnstraße mit vielen Cafés und Restaurants und einigem Gewerbe. Die Bebauung besteht aus teilweise restaurierten Altbauten. In der Straße befindet sich der Friedhofspark der ehemaligen freireligiösen Gemeinde. Das St. Josefsheim (Nr. 60/61) dient den Karmelitinnen vom göttlichen Herzen Jesu als Domizil. Durch die Straße führt die Straßenbahnlinie 12 auf ihrem Weg von der Kastanienallee zur Stahlheimer Straße. | Pappelallee an der Storkower Straße · Pappelallee Suhrkamp-Gebäude                                                                            | 06 |
| Pasteurstraße (Lage)                | 0680                                       | Louis Pasteur (1822–1895), französischer Naturforscher und Mediziner | 4. Juli 1904                        | Der erste Name war Straße 4, Abt. XIII/1 des Bebauungsplans. In der Pasteurstraße 7–11 befindet sich ein denkmalgeschütztes Schulgebäude, das 2012–2014 umfassend saniert und modernisiert wurde. | | 04 |
| Paul-Grasse-Straße (Lage)           | 0400                                       | Paul Grasse (1883–1946 Berlin), Dreher und Widerstandskämpfer gegen das NS-Regime | 5. Okt. 1953                        | Vorher war dort eine Laubenkolonie. Die Straße entstand Anfang der 1950er Jahre als Verbindungsstraße zwischen der Straße 22b des Bebauungsplans (der späteren Goethestraße) und der Gubitzstraße. Sie verläuft inzwischen über die Gubitzstraße hinweg bis zur Hosemannstraße. | Paul-Grasse-Straße | 13 |
| Paul-Heyse-Straße (Lage)            | 0430                                       | Paul Heyse (1830–1914), Schriftsteller | 13. Sep. 1905                       | Der erste Name war Straße 16, Abt. XIII/1 des Bebauungsplans. Die Straße bildet die Zufahrt zur Tiefgarage des Velodroms. An der Ecke mit der Conrad-Blenkle-Straße befindet sich die Eissporthalle Paul-Heyse-Straße. | | 09 |
| Paul-Robeson-Straße (Lage)          | 0740                                       | Paul Robeson (1898–1976), amerikanischer Schauspieler, Sänger, Sportler, Autor und Bürgerrechtler | 29. März 1978                       | Der erste Name war Straße 11, Abt. XI des Bebauungsplans. Im Jahr 1902, mit der beginnenden Bebauung erhielt sie den Namen Stolpische Straße nach der Stadt Stolp in der Provinz Pommern, seit 1945 Słupsk in Polen. Die zentrale Wohnstraße besitzt überwiegend gute Altbausubstanz und einige Kneipen. | Paul-Robeson-Straße | 11 |
| Pieskower Weg (Lage)                | 0550                                       | Pieskow, Ortsteil der Gemeinde Bad Saarow in Brandenburg | 13. Juli 1934                       | Der erste Name war Straße 57, Abt. XIII/1 des Bebauungsplans. Mit der Errichtung der Neubauten um die Greifswalder Straße veränderte sich der einstige Verlauf des Weges, er besitzt nun mehrere Seitenarme und umschließt einen begrünten Innenhof. An der Ecke Storkower Straße befindet sich ein Gebäude als Bestandteil eines Baudenkmals. Das Haus Nummer 49/50 ist eine Kita aus den 1960er Jahren mit einem Mosaik über dem Haupteingang und einer Bronzeskulptur „Mutter mit Kleinkind“ davor. Die Mutter-Kind-Darstellung wurde 1964 in der Werkstatt von Lore Plietzsch hergestellt. Der Pieskower Weg liegt mit seinem Ostende am Einsteinpark und wird hier vom Hönower Weg (Grüner Hauptweg 07) berührt. Die Straße verläuft ab Storkower Straße nach Nordost zwischen Gewerbeflächen und Wohnblöcken der 1950er Jahre, biegt dann an der mit Wohnhäusern bebauten Fläche der 1960er Jahre nach Südost. In Höhe des Kindergartens biegt die Straße abermals nach Nordost mit Anschluss an einen Seitenast der Thomas-Mann-Straße. Hier geht der Zick-Zack-Lauf wiederum südostwärts, mit der Paul-Lincke-Grundschule an der nördlichen Straßenseite und dem Einsteinpark an der Südseite, und endet mit einer sperrbaren Zufahrt zum 21-geschossigen Doppelwohnhochhaus, Pieskower Weg 52/54. | Mutter mit Kind · Pieskower Weg vom östlichen Ende der Straße am Nordrand des Einsteinparks entlang der Paul-Lincke-Schule.                   | 14 |
| Platz an den Drei Grazien (Lage)    | 0090 × 40                                  | Skulptur „Drei Grazien“ von Baldur Schönfelder auf dem Platz | 29. Aug. 2023                       | Der Platz befindet sich hinter dem Grundstück Hanns-Eisler-Straße 76. | | 14 |
| Platz des 9. November 1989 (Lage)   | 0150 × 20                                  | 9. November 1989, Tag, an dem die Berliner Mauer nach 28 Jahren fiel | 9. Nov. 2010                        | Der Platz ist ein ca. 150 Meter langes Geländeareal, das von der ehemaligen Hinterlandsicherungsmauer begrenzt wird und zuvor keinen Namen trug. Eine Dauerausstellung am Platz erinnert an den einstigen Grenzübergang Bornholmer Straße, der sich an dieser Stelle befand und an dem die Berliner Mauer am 9. November 1989 als erstes geöffnet wurde. | Gedenkstein am Platz des 9. November 1989, Blick Richtung Westen zur Bösebrücke                                                               | 11 |
| Prenzlauer Allee (Lage)             | 2850                                       | Prenzlau, Kreisstadt in Brandenburg | 30. Dez. 1879                       | Die früheren Namen waren Heinersdorfer Weg (vor 1723 bis nach 1824) und Prenzlauer Chaussee (nach 1824–1878). Die Prenzlauer Allee verläuft vom Prenzlauer Tor bis zur Kreuzung Ostsee- und Wisbyer Straße und geht anschließend in die Prenzlauer Promenade über. Ein besonders markanter Bau ist das Zeiss-Großplanetarium am westlichen Rand des Ernst-Thälmann-Parks, das zur Archenhold-Sternwarte gehört. | Blick von der Danziger Straße ostwärts · Restaurierte Bürgerhäuser in der Prenzlauer Allee                                                    | 0G |
| Prenzlauer Berg (Lage)              | 0430                                       | hier vorhandene Geländeerhebung des Prenzlauer Berges, südlicher Ausläufer der Barnim-Hochfläche | 23. Jan. 1913                       | Sie ist eine Verbindungsstraße zwischen Greifswalder Straße und Prenzlauer Allee. Ein Teil der Friedenstraße, wie die Kommunikation entlang der Berliner Zollmauer zwischen Prenzlauer und Frankfurter Tor seit 1872 hieß, wurde 1913 nach der Geländesituation umbenannt. Der Name Prenzlauer Berg wurde 1921 auf den gesamten 4. Berliner Verwaltungsbezirk übertragen. An dieser Straße befinden sich der Georgenkirchhof (Nummern 1/2 und Greifswalder Straße 229–234) sowie der Kirchhof der Nikolai- und Mariengemeinde (Nummern 13/14 und Prenzlauer Straße 62). | Prenzlauer Berg / Ecke Prenzlauer Allee | 03 |
| Prenzlauer Tor (Lage)               |                                            | das zwischen 1866 und 1869 abgerissene Prenzlauer Tor stand hier | um 1750                             | Hier mündet die Prenzlauer Allee in die Karl-Liebknecht-Straße und kreuzt den Straßenzug Torstraße und Mollstraße. Als markantes Bauwerk steht neben der Backfabrik der „BerlinClub“, umgebaut aus dem historischen Kaufhaus Jonaß. | Kaufhaus Jonaß | 01 |
| Preußstraße (Lage)                  | 0060                                       | Heinrich Preuß (1886–1944), Politiker (KPD), Gewerkschafter und Widerstandskämpfer gegen das NS-Regime | 31. Jan. 1952                       | Als die Carmen-Silva-Siedlung zwischen Grell- und Ostseestraße erbaut wurde erhielt dieser Straßenzug 1931 den Namen Segitzstraße nach dem 1927 verstorbenen Zinngießer und Gewerkschaftsfunktionär Martin Segitz benannt. Mit dem Weiterbau der Siedlung in der NS-Zeit und deren Umbenennung in „Flandernviertel“ erhielt der Verkehrszug 1933 den Namen Bixschootestraße nach Bikschote, einem Kriegsschauplatz der Ersten Flandernschlacht. Diese Benennung wurde im Jahr 1952 durch die Namenswahl nach dem Gewerkschaftsfunktionär und Bäcker Heinrich Preuß ersetzt. Eine Gedenktafel für ihn ist an seinem Wohnhaus in der nahegelegenen Stargarder Straße 13 angebracht. Die Straße geht von der Grellstraße als Sackgasse nach Norden parallel zwischen Gubitz- und Hosemannstraße und endet als Straße auf dem Kindergartengelände der Preußstraße 5 und 6. Diese Kita wurde 1958 als Kindergarten und Wochenheim erbaut und steht auf der Denkmalliste. Als Fußweg führt eine Verbindung durch Schrebergärten der ansässigen Mieter bis zur Erich-Weinert-Straße. Die nördlich ansetzende ursprüngliche Freifläche zwischen Hosemann- und Gubitzstraße wurde erst in den 1960er Jahren mit Wohnhäusern und der Ballettschule bebaut. | | 13 |
| Raabestraße (Lage)                  | 0210                                       | Wilhelm Raabe (1831–1910), Schriftsteller | 23. Aug. 1902                       | Der erste Name war Straße 30a, Abt. XII des Bebauungsplans. Erwähnenswert sind hier ein abgeschlossener und mit Kletter- und Tobemöglichkeiten gut ausgestatteter Spielplatz. Einige Häuser in dieser Straße sind barrierefrei umgebaut worden. | Ecke Raabestraße/Prenzlauer Allee | 03 |
| Raumerstraße (Lage)                 | 0730                                       | Karl Otto von Raumer (1805–1859), preußischer Regierungspräsident und Kultusminister | 8. März 1892                        | Der erste Name war Straße 13, Abt. XII des Bebauungsplans. Die Raumerstraße führt als Verlängerung der Gneiststraße zur Prenzlauer Allee. | Raumerstraße | 06 |
| Rhinower Straße (Lage)              | 0180                                       | Rhinow, Stadt in Brandenburg | 15. Sep. 1903                       | Der erste Name war Straße 17, Abt. XI des Bebauungsplans. An der Ecke Kopenhagener Straße nahe der Schönhauser Allee wurde durch eine Bürgerinitiative ein kleiner, umzäunter Spielplatz geschaffen, der mit bunten Brücken, Tunneln, Wippen und Häusern ausgestattet ist. Die relativ ruhige, von Altbauten umsäumte Wohnstraße befindet sich im von Kneipen und Restaurants geprägten Gleimviertel. | Rhinower Straße | 05 |
| Richard-Ermisch-Straße (Lage)       | 0460                                       | Richard Ermisch (1885–1960), Architekt und Baubeamter | 28. Okt. 2005                       | Der neu angelegte Verkehrsweg im Entwicklungsgebiet Alter Schlachthof führt von der Hermann-Blankenstein-Straße geradlinig nach Südwesten bis zur Eldenaer Straße. Von dort setzt die Liebigstraße im Ortsteil Friedrichshain den Verlauf fort. Die Straße ist ein Abschnitt des Grünen Hauptwegs 18 (Innerer Parkring) der zwischen Forckenbeckplatz und Sportpark durch das Gelände des Alten Schlachthofs führt. | Richard-Ermisch-Straße | 10 |
| Rietzestraße (Lage)                 | 0240                                       | Wilhelm Rietze (1903–1944), Dreher und Widerstandskämpfer gegen das NS-Regime | 30. Jan. 1952                       | Im Bebauungsplan war sie zunächst ein Teilstück der Zellestraße. Sie wurde ausgegliedert und am 27. Januar 1931 nach dem Gewerkschaftsfunktionär Adam Drunsel in Drunselweg benannt. Nach dem Machtantritt der Nationalsozialisten erhielt der Verkehrsweg am 10. Juli 1933 die Bezeichnung Pilckemstraße nach Pilkem, einem Kriegsschauplatz im Ersten Weltkrieg bei Ypern. | Rietzestraße 1959 · Rietzestraße 2011 | 13 |
| Rodenbergstraße (Lage)              | 0530                                       | Julius Rodenberg (1831–1914), Journalist und Schriftsteller | 23. Aug. 1902 (mit Unterbrechungen) | Der erste Name war Straße 19a, Abt. XII des Bebauungsplans, 1902 erhielt sie den amtlichen Namen Rodenbergstraße. 1938 benannte man sie um in Langbehnstraße nach dem Schriftsteller Julius Langbehn. Nach dem Ende des Zweiten Weltkriegs erhielt sie ihren vorherigen Namen zurück. Es ist eine innerstädtische, mit Bäumen bestandene Wohnstraße mit einer Mischung von Altbauten, Nachkriegsbauten und Neubauten und etwas Gewerbe. Am östlichen Ende ist der Humannplatz mit einem großen Spielplatz. | | 12 |
| Rudi-Arndt-Straße (Lage)            | 0320                                       | Rudi Arndt (1909–1940), Schriftsetzer und Widerstandskämpfer gegen das NS-Regime | 4. Sep. 1974                        | Die Straße verläuft zwischen Danziger und Fritz-Riedel-Straße. An ihrem nordöstlichen Ende entsteht ein Neubaukomplex mit Eigentumswohnungen (Stand: 2020). Nach dem Bebauungsplan hieß sie zuerst Straße 26, Abt. XII/1. Im Jahr 1891 erhielt sie die Bezeichnung Olivaer Straße nach Oliva in Westpreußen, seit 1926 Stadtteil von Gdańsk in Polen. | | 09 |
| Rudolf-Schwarz-Straße (Lage)        | 0350                                       | Rudolf Schwarz (1904–1934), Schlosser und Widerstandskämpfer gegen das NS-Regime | 4. Sep. 1974                        | Der erste Name war Straße 63; im März 1939 erhielt sie den Namen Ermländische Straße nach Ermland, einer Landschaft in Ostpreußen um. | | 08 |
| Rykestraße (Lage)                   | 0600                                       | Bernd Ryke (auch Reiche, um 1390–um 1449), Patrizier, Bürgermeister von Berlin | 2. Apr. 1891                        | Der erste Name war Straße 35, Abt. XII des Bebauungsplans. Bemerkenswert sind die hier vorhandene Synagoge und der Wasserturm an der Knaackstraße. Es ist eine bis spät abends belebte Straße mit Kopfsteinpflasterbelag. | Rykestraße | 02 |
| Saarbrücker Straße (Lage)           | 0440                                       | Saarbrücken, Hauptstadt des Saarlandes | 11. Apr. 1874                       | Die Saarbrücker Straße ist die nordwestliche Fortsetzung der Straße Prenzlauer Berg. An der Ecke Prenzlauer Allee befindet sich eine sanierte und als Kulturstätte genutzte Backfabrik (Bild). An der Saarbrücker Ecke Straßburger Straße wurde auf einer vom Bezirk erworbenen Fläche von 743 Quadratmeter ein neuer Kinderspielplatz gestaltet. Seine amtliche Einweihung erfolgte am 28. Mai 2012. Im Jahr 1748 ließ König Friedrich II. von Preußen im Karree der Saarbrücker / Metzer / Straßburger Straße fünf Windmühlen errichten, 1770 sind acht in Karten verzeichnet. | Backfabrik · Backfabrik 2014 | 02 |
| Scherenbergstraße (Lage)            | 0430                                       | Christian Friedrich Scherenberg (1798–1881), Dichter | 11. Juni 1902                       | Der erste Name war Straße 18b, Abt. XII des Bebauungsplans. Sie führt von der Wisbyer Straße zur Wichertstraße in Nord-Südwest-Richtung. An der innerstädtischen Wohnstraße mit Kopfsteinpflaster liegt eine Mischung von Altbauten, Nachkriegsbauten und Neubauten und etwas Gewerbe. Einen großen Spielplatz gibt es an der nordwestlichen Ecke der Kreuzung mit der Kuglerstraße. | Scherenbergstraße (2012) | 12 |
| Schieritzstraße (Lage)              | 0560                                       | Otto Schieritz (1889–1945), Angestellter und Widerstandskämpfer gegen das NS-Regime | 31. März 1952                       | Die früheren Namen waren Döblinweg (1931–1933) und Zeebrüggestraße (1933–1952). Hier gibt es die Freiwillige Feuerwehr Prenzlauer Berg, die sich den Ehrennamen „Otto Schieritz“ gegeben hat. An einem benachbarten freistehenden Giebel ist eine Art Rußzeichnung zu sehen, die eine historische Rettungsszene zeigt. | Ansicht von Südosten | 13 |
| Schivelbeiner Straße (Lage)         | 0690                                       | Schivelbein, Stadt in Pommern, seit 1945 Świdwin in Polen | 22. Aug. 1903 (mit Unterbrechungen) | Zuerst war sie die Straße 12, Abt. XI des Bebauungsplans. Zwischen 1971–1993 und hieß der Verkehrsweg Willi-Bredel-Straße nach Willi Bredel, Schriftsteller und Präsident der Akademie der Künste der DDR. Auf Beschluss des Senats erhielt die Straße im Jahr 1992 ihren historischen Namen zurück. Es ist eine zentral gelegene Wohnstraße mit überwiegend guter Altbausubstanz, einigen Straßencafés und Gewerbeeinheiten. An der Straße verläuft der Innere Parkring | Schivelbeiner Straße | 11 |
| Schliemannstraße (Lage)             | 0620                                       | Heinrich Schliemann (1822–1890), Kaufmann und Pionier der Feldarchäologie, Ausgräber der Ruinen von Troja | 18. Jan. 1892                       | Der erste Name war Straße 14, Abt. XII des Bebauungsplans. Die Schliemannstraße führt von der Stargarder Straße bis zur Danziger Straße und wird dabei vom Helmholtzplatz unterbrochen, über den sie als Fußweg führt. Seit dem Herbst 2013 befindet sich in der Schliemannstraße 23 im Gebäude der Robert-Havemann-Gesellschaft das „Werner-Franke-Dopingarchiv“. Das umfasst Materialien, die im Zusammenhang mit dem Doping an deutschen Leistungssportlern stehen und vor der Vernichtung bewahrt werden konnten. Betreiber dieses Archivs ist der Verein Doping-Opfer-Hilfe, der das Archiv für Interessenten seit Oktober 2013 geöffnet hat. Die Sammlung erhielt den Namen des Wissenschaftlers und Dopingexperten Werner Franke, der in den 1990er Jahren den Grundstock legte. | Schliemann-/Danziger Straße | 06 |
| Schneeglöckchenstraße (Lage)        | 0550                                       | Schneeglöckchen, Frühlingsblume | 23. März 1925                       | Der erste Name war Straße 17b des Bebauungsplans. Sie führt vom südwestlichen Rand des Volksparks Prenzlauer Berg in Fortsetzung der Sigridstraße geradlinig in Nord-Südwest-Richtung bis zum Syringenweg. Dort macht sie einen Versatz und führt als Sackgasse in Richtung der Kreuzung Storkower Straße/Landsberger Allee. Die Straße liegt im Blümchenviertel, dieser Name hat sich durch die Nähe zum Volkspark gegenüber der Bezeichnung Blumenviertel (Rudow, Weißensee) bei Anwohnern eingebürgert. | Schneeglöckchenstraße | 15 |
| Schönfließer Straße (Lage)          | 0440                                       | Bad Schönfließ, Stadt in der Provinz Brandenburg, seit 1945 Trzcińsko-Zdrój in Polen | 22. Aug. 1903                       | Der erste Name war Straße 14, Abt. XI des Bebauungsplans. Die zentral gelegene Wohnstraße mit überwiegend guter Altbausubstanz und einigen Straßencafés verläuft von der Dänenstraße nordwärts bis zur Bornholmer Straße. Am südlichen Ende der Straße verbindet ein Fußgängersteg über die Bahn die Schönfließer Straße mit der Sonnenburger Straße. Der Innere Parkring liegt mit einem Abschnitt auf der Straße. | Schönfließer Straße | 11 |
| Schönhauser Allee (Lage)            | 2840                                       | Schloss Schönhausen in Niederschönhausen | 27. Dez. 1841                       | Frühere Namen waren Pankowscher Landweg (15. bis 17. Jh.) und Schönhauser Weg (17. Jh. bis um 1825/1826). Die Schönhauser Allee ist eine Verlängerung der Alten Schönhauser Straße von der Torstraße bis zur Bornholmer Ecke Wisbyer Straße, wo sie als Berliner Straße weiterführt. Sie ist eine der wichtigsten Durchgangsstraßen im Ortsteil. Auf dieser verkehrsreichen Magistrale (U-Bahn als Hochbahn und Straßenbahn) befinden sich zahlreiche denkmalgeschützte Wohnhäuser (Nummern 8, 55, 58–60, 63, 65–68, 88, 146, 147, 184) sowie weitere Anlagen wie Jüdischer Friedhof Schönhauser Allee, ehemalige Schultheiß-Brauerei (Nr. 36–39) oder die Segenskirche (Nummer 161). | Schönhauser Allee · Pfefferberg in der Schönhauser Allee · Konnopke's Imbiss                                                                  | 0G |
| Schönhauser Tor (Lage)              |                                            | ehemals hier befindliches Schönhauser Tor | um 1750                             | Die verkehrsreiche Kreuzung wurde in den Jahren ab 1991 umfangreich bebaut, zuletzt entstand auf der Südost-Seite ein weiterer Komplex. Die an den drei Seiten der Kreuzung errichteten Gebäude werden als Schönhauser Tor vermarktet. An der vierten Seite befindet sich das Grundstück, zu dem die Volksbühne Berlin gehört. | Schönhauser Tor | 01 |
| Schwedter Straße (Lage)             | 2000                                       | Schwedt, Stadt in Brandenburg | 29. Mai 1862                        | Der erste Name war Verlorener Weg (18. Jh. bis 1862). Am Nordwestende verbindet der Schwedter Steg die Schwedter Straße mit der Behmstraße. Die Straße führt vom Eisenbahngelände zur Bernauer Straße am Mauerpark entlang. Südlich der Bernauer und Eberswalder Straße bis zur Choriner Straße bildet sie die Grenze zwischen den Ortsteilen Mitte und Prenzlauer Berg und endet an der Schönhauser Allee in Höhe des Senefelderplatzes. Am 1. April 1868 wurde in der Schwedter Straße 7 die Post-Expedition 37 eröffnet. Die Schwedter Straße wurde nach dem Mauerbau geteilt und besteht seitdem aus zwei Teilen. Der nördliche Teil besteht aus Altbauten, die eine freie Sicht über den Mauerpark oder das Bahngelände bieten. Auf dem ehemaligen Mittelstück befindet sich der Mauerpark. Der Teil nördlich der Gleimstraße ist eine Fußgängerstraße zwischen Kinderbauernhof und den nicht hierher durchgehenden Kopenhagener und Korsörer Straße(n). Auf dem Straßenabschnitt im Mauerpark und weiter über den Schwedter Steg liegen Mauerweg, Lübarser Weg und Innerer Parkring. In der Schwedter Straße 263 befand sich ab 1863 eine Steingutgießerei, ab 1882 die Eisengießerei Czarnikow und später wurde es ein Wohn- und Verwaltungsgebäude. | Schwedter Straße in Höhe der Kremmener Straße                                                                                                 | 05 |
| Seelower Straße (Lage)              | 0430                                       | Seelow, Kreisstadt in Brandenburg | 22. Aug. 1903                       | Der erste Name war Straße 15, Abt. XI des Bebauungsplans. Sie verläuft in Nord-Süd-Führung von der Bornholmer Straße zur Dänenstraße und tangiert den Arnimplatz östlich. Eine zentrale Wohnstraße mit überwiegend guter Altbausubstanz und einigen Straßencafés und dem Lauf des Inneren Parkrings. | Seelower Straße | 11 |
| Senefelderplatz (Lage)              | 0100 × 90 × 50                             | Alois Senefelder (1771–1834), österreichisch-deutscher Schauspieler und Theaterschriftsteller, Erfinder der Lithografie | 7. Juni 1896                        | Der erste Name war Platz A, Abt. XII des Hobrecht-Plans, danach wurde er zeitweilig als Thusnelda-Platz bezeichnet. Die Bebauung des Gebietes begann um 1895. | Denkmal Senefeld | 02 |
| Senefelderstraße (Lage)             | 0500                                       | Alois Senefelder (1771–1834), österreichisch-deutscher Schauspieler und Theaterschriftsteller, Erfinder der Lithografie | 4. Apr. 1895                        | Der erste Name war Straße 14a, Abt. XI des Bebauungsplans. Sie verbindet in Nord-Süd-Führung die Stargarder Straße über die Raumerstraße hinweg mit der Danziger Straße. Südlich setzt sie sich als Kollwitzstraße fort. | Senefelderplatz | 06 |
| Sigridstraße (Lage)                 | 0400                                       | Sigrid, weiblicher nordischer Vorname | 23. März 1925                       | Im Bebauungsplan war Straße 21b angegeben. Die Straße im „Blumenviertel“ liegt zwischen der neubenannten Straße Am Weingarten und der Schneeglöckchnstraße. Von Norden tangiert der Volkspark Prenzlauer Berg und es mündet der Stedinger Weg, von Süden münden der Syringenplatz und die Cyanenstraße. Dabei liegen die Grundstücke 12–18 (gerade) an der Straßensüdseite gegenüber vom Volkspark, in der westlichen Fortsetzung zum Syringenplatz hin die „Grundschule am Blumenviertel“ und dieser gegenüber die Wohnhäuser 4–5a (fortlaufend, östlich vom Stedinger Weg) und 6–11 (fortlaufend) jeweils mit eigneme Zugangsweg, da die Siedlergrundstücke von der Straße nach Norden liegen. Auf Grundstück 3 steht ein Gewerbebau in Verlängerung der Straße Am Weingarten. | | 15 |
| Sodtkestraße (Lage)                 | 0410                                       | Arthur Sodtke (1901–1944), Schlosser und Widerstandskämpfer gegen das NS-Regime | 31. Jan. 1952                       | Der erste Name war Straße 34. Am 27. Januar 1931 erhielt sie die Bezeichnung Jäckelstraße nach dem Gewerkschaftsfunktionär Ernst Hermann Jäckel, im Juli 1933 benannten die Nationalsozialisten die Straße um in Kemmelweg nach dem Kemmel, einem Höhenrücken in Belgien, der im Ersten Weltkrieg von den deutschen Truppen umkämpft war. Im Haus Haus 11 wohnte der Berliner Schauspieler Horst Buchholz. | Sodtkestraße | 13 |
| Sonnenburger Straße (Lage)          | 0350                                       | Sonnenburg, Stadt in der Provinz Brandenburg, seit 1945 Słońsk in Polen | 22. Aug. 1903 (mit Unterbrechungen) | Der erste Name war Straße 16, Abt. XI des Bebauungsplans, der 1903 neu benannt wurde. Am 16. August 1906 erhielt auch die Straße 16b diesen Namen. Auf Beschluss der Stadtverordnetenversammlung Berlin wurde ein Teil des Exerzierplatzes vom Militärfiskus abgekauft, um die Sonnenburger Straße von der Gaudy- bis zur Eberswalder Straße durchzulegen. Dieser Abschnitt trug von 1920 bis 1935 den Namen Rudolf-Mosse-Straße nach dem Verleger Rudolf Mosse. 1935 wurde er in Sonnenburger Straße rückbenannt. 1951 entstand durch Ablagerung von Kriegstrümmern daraus der Friedrich-Ludwig-Jahn-Sportpark, dem der Teil der Sonnenburger Straße zwischen Gaudy- und Eberswalder Straße weichen musste. Der liegt seitdem als Sackgasse an der Gleimstraße. 2012 wurde von der BVV das Anlegen des Sonneburger Platzes am nördlichen Ende der Straße beschlossen. Der Platz vor der Fußgängerbrücke über die S-Bahn sollte den Kiez attraktiver machen. Das Bezirksamt lehnte 2013 diese Forderung jedoch wegen Geldmangel ab. An der zentral gelegenen Wohnstraße gibt es überwiegend Altbausubstanz, einige Gewerbeeinheiten und Straßencafés. Am nördlichen Ende der Straße verbindet ein Fußgängersteg über die Bahn die Sonnenburger Straße mit der Schönfließer Straße. | Sonnenburger Straße | 05 |
| Sredzkistraße (Lage)                | 0750                                       | Siegmund Sredzki (1892–1944), Dreher und Widerstandskämpfer gegen das NS-Regime | 31. Jan. 1952                       | Der erste Name war Straße 9, Abt. XII des Bebauungsplans. Zwischen 1875 und 1952 hieß sie Franseckystraße, benannt nach General Eduard von Fransecky. Hier befindet sich die Kulturbrauerei. Die Sredzkistraße führt in West-Führung zweifach leicht abgeknickt zwischen Schönhauser Allee und Prenzlauer Allee entlang. | Sredzkistraße | 01 |
| Stahlheimer Straße (Lage)           | 0600                                       | Stahlheim, Ort in der Kommune Voss, Norwegen | 15. Sep. 1906                       | Der nördliche Teil der Pappelallee ab der Ringbahn wurde 1906 in Stahlheimer Straße umbenannt. Die Straße führt zur Wisbyer Straße. Es ist eine innerstädtische Wohnstraße mit Altbauten, Nachkriegsbauten und einigen Gewerbebauten. Der Humannplatz mit einem großen Spielplatz liegt direkt an der Straße. Die Straßenbahn der Linie 12 führt auf dem Weg von der Pappelallee zur Wisbyer Straße durch die Straße. | | 12 |
| Stargarder Straße (Lage)            | 1020                                       | Stargard, Kreisstadt in der Provinz Pommern, heute Stargard in Polen | 17. März 1891                       | Der erste Name war Straße 16, Abt. XII des Bebauungsplans. Die Bebauung im westlichen Teil der Straße begann in den 1890er Jahren. Die Stargarder Straße verlief ursprünglich über die Prenzlauer Allee bis zur Greifswalder Straße. Durch Erweiterungsbauten des Gaswerkes in den 1920er Jahren wurde die Straße verkürzt. Belebte Wohnstraße mit wenigen kleine Gewerbebetrieben. | Stargarder Straße | 06 |
| Stavangerstraße (Lage)              | 0590                                       | Stavanger, viertgrößte Stadt Norwegens in der Provinz Rogaland | 28. Juni 1907                       | Der erste Name war Straße 9 g, Abt. XI des Bebauungsplans. Am 27. März 1974 wurde auf Beschluss des Magistrats die Stavanger Straße über die Ibsenstraße hinaus verlängert. Die Straße verläuft nun von der Bornholmer Straße bis zur Esplanade. Hier befinden sich mehrere Gebäude diplomatischer Vertretungen aus DDR-Zeit, die teilweise noch als Botschaft genutzt werden oder für Wohnzwecke umgebaut wurden. Zentral gelegene Wohn- und Geschäftsstraße mit Alt- und Neubauten, es wurden zu DDR-Zeiten Plattenbauten für Botschaften errichtet. | Stavangerstraße · Botschaft von Ghana | 11 |
| Stedingerweg (Lage)                 | 0510                                       | Stedinger Land, Landstrich in Niedersachsen | 27. Feb. 1936                       | Der erste Name war Straße 41 des Bebauungsplans. Im Februar 1936 erhielten einige Straßen im Prenzlauer Berg in Gedenken an den Aufstand der Stedinger Bauern Namen nach Landschaften und Orten des Stedinger Landes. | | 15 |
| Steengravenweg (Lage)               | 0180                                       | Steengraven (plattdeutsch für Steingraben), Flüsschen unweit von Bremen in Niedersachsen | 27. Feb. 1936                       | Der erste Name war Straße 42 des Bebauungsplans. Im Februar 1936 erhielten einige Straßen im Prenzlauer Berg in Gedenken an den Aufstand der Stedinger Bauern Namen nach Landschaften bzw. Orten des historischen Stedinger Landes. | | 15 |
| Storkower Straße (Lage)             | 1910 (im Ortsteil)                         | Storkow (Mark), Kleinstadt in Brandenburg | 12. Mai 1910                        | Der erste Name war Straße 12, Abt. XII/1 des Bebauungsplans. Sie endete ursprünglich an der Kniprodestraße, erst am 9. August 1929 wurde sie bis zur Landsberger Allee weitergeführt. Am 2. April 1975 wurde der von der Leninallee (seit 1992 wieder Landsberger Allee) bis zur Möllendorffstraße entlang der S-Bahn verlaufende neu entstandene Abschnitt ebenfalls Storkower Straße genannt. Dieser Teil liegt im Ortsteil Fennpfuhl. | Storkower Straße, nordwestwärts | 15 |
| Straßburger Straße (Lage)           | 0600                                       | Straßburg (frz. Strasbourg), Hauptstadt der Region Elsass, Frankreich | 11. Apr. 1874                       | Die Straße liegt im „Quartier Windmühlenberg“ von der Ortsteilgrenze (Mollstraße in Mitte) zur Belforter Straße. Der erste Name war Straße 1, Abt. XII des Bebauungsplans. Haus Nummer 35 enthält den Zugang zur Galerie unter Berlin, die von den Künstlern Vanessa Huber-Christen und Lorenz Christen in einem ehemaligen Keller der Königstadt-Brauerei eingerichtet wurde. Der 50 Meter lange unterirdische Tunnel diente im Zweiten Weltkrieg nach der Stilllegung der Brauerei als Luftschutzraum, Teile wurden auch für eine kriegswichtige Produktion genutzt. Später wurden hier Champignons gezüchtet. Im Jahr 1748 ließ König Friedrich II. von Preußen im Karree der Saarbrücker / Metzer / Straßburger Straße fünf Windmühlen errichten, 1770 standen hier acht. Auf dem Grundstück 6/9 („Königstadtbrauerei“) befand sich die „Berliner Weißbierbrauerei“, die von Landré 1856 in der Münzstraße 4 gegründet worden war. Mit der Verlegung 1870/1871 wurde sie zur AG und später zur Breithaupt-Brauerei, die 1947 enteignet oder umgewidmet wurde, aber in der bis 1968 als Breithaupt KG noch gebraut wurde. Seit 1952 befand sich der Fuhrpark der DDR-Regierung auf diesem Grundstück, auf dem in den 1970er Jahren die Brauereigebäude abgerissen und der Fuhrpark erweitert wurde. Nach 1990 gab es eine Nutzung durch Kleingewerbe und Künstler. Im Januar 2013 wurden die alten Gebäude abgerissen um neue Wohngebäude zu schaffen. Von der Bebauung der 1950er Jahre in drei Reihen in der Tiefe wurde die hinterste Gebäudereihe 2014 für neue Wohnbebauung ersetzt. Eine weitere Industrieansiedlung in der Straßburger Straße war die 1906 gegründete Aschinger AG, die sich bis 1947 in der Straße befand. 1951 wurden die Gebäude vom VEB Aktivist übernommen und 1968 zog der VEB Backwarenkombinat ein, das sich bis an die Prenzlauer Allee erstreckte und nach der Wende hier den Betrieb einstellte. | Straßburger Straße | 02 |
| Stubbenkammerstraße ()              | 0170                                       | Stubbenkammer, Landschaft um den Königsstuhl | 1. Juni 1910                        | Der erste Name war Straße 13c, Abt. XII des Bebauungsplans. Sie verbindet die Senefelder Straße mit der Prenzlauer Allee in West-Südost-Richtung. | Stubbenkammerstraße | 06 |
| Süderbrokweg (Lage)                 | 0400                                       | Süderbrook, ein durch den Freiheitskampf der Stedinger Bauern gegen den Erzbischof von Bremen 1229–1234 historisch bedeutender Ort; Ortsteil von Lemwerder in Niedersachsen                                                | 27. Feb. 1936                       | Der erste Name war Straße 43 des Bebauungsplans. Im Februar 1936 erhielten einige Straßen eines Viertels zwischen Gürtelstraße und Storkower Straße im Gedenken an den Stedingerkrieg Namen nach Landschaften bzw. Orten des Stedinger Landes. Die Straße verläuft zwischen Kniprodestraße und dem Syringenplatz/Sigridstraße in einer Villenkolonie. | | 15 |
| Sültstraße (Lage)                   | 0490                                       | Wilhelm Sült (1888–1921), kommunistischer Gewerkschafter; führend am Mitteldeutschen Aufstand | 31. Jan. 1952                       | Der erste Name war Straße 36 im Bebauungsplan. 1931 erhielt sie die Bezeichnung Massinistraße nach Albert Massini, einem deutschen Gewerkschaftsfunktionär. In der NS-Zeit benannte man sie um in Flandernstraße zur Erinnerung an die vier Schlachten im Ersten Weltkrieg in Flandern. | Sültstraße | 13 |
| Syringenplatz (Lage)                | 0350                                       | Syringa, anderer Name für Flieder | 23. März 1925                       | Der erste Name war Platz H 1 des Bebauungsplans. Der dreieckige Platz war als Grünfläche mit der Spitze an der Maiglöckchenstraße und mit der Basis im Norden an der Sigridstraße angelegt worden. Zu diesem Zeitpunkt waren diese beiden Straßen nach Osten ausgebaut, ihr Verlauf nach Osten zur Storkower Straße nur projektiert und mit dem späteren Gewerbegebiet Storkower Straße wurde dies nicht umgesetzt. Die V-förmigen Seiten des Platzes waren im Osten als Straße 18b an der Westseite als Straße 24 bereits seit 1925 angelegt. Die Straße 18b parallel zur Cyanenstraße angelegt und bis zur Landsberger Allee projektiert. Am 30. Januar 1933 wurden die Straßen die V-förmig den Platz begrenzten – Straße 24 und der ausgebaute Teil der Straße 18b – in Syringenplatz benannt. Die Anlage ist im eigentlichen Sinn kein Platz, sondern eine Straße (zwischen Sigrid- und Maiglöckchenstraße), weshalb die Maße nicht platzüblich angegeben sind. Der Platz liegt im Blümchenviertel, dieser Name hat sich durch die Nähe zum Volkspark gegenüber der Bezeichnung Blumenviertel (Rudow, Weißensee) bei Anwohnern eingebürgert. Bis in die 2000er Jahre war der Platz mit seinen beiden Straßen ohne Beachtung im Gebiet zwischen der Siedlung am Volkspark und dem Gewerbegebiet geblieben. Der Bau der Grundschule im Blumenviertel, ein Typenschulbau aus den 1970er Jahren und die Nutzung des Syringenwegs als Zufahrt vom Süden ließen den Zustand unberührt. Beim Durchfahren der Syringenplatz genannten Straße als direkter Fortsetzung des Syringenwegs blieb der Fakt unbeachtet. Die westliche Begrenzung des Platzes wurde nach 1990 zudem von einem Supermarkt als Parkplatz genutzt. So wurde die Benennung des ohne zugeordnete Grundstücke verlaufenden West-Abschnitts von Syringenplatz erst mit der Aktion in Vorbereitung der bundesweiten Einführung des ALKIS von der Bezirksverwaltung als Am Weinberg beschlossen. | Syringenplatz | 15 |
| Syringenweg (Lage)                  | 0330                                       | Flieder (griechisch Syringa), Pflanzengattung aus der Familie der Ölbaumgewächse (Oleaceae) | 30. Jan. 1933                       | Der erste Name war Straße 18b des Bebauungsplans. Die Straße führt von der Storkower Straße zum Syringenplatz. Sie besitzt zwei Ableger zur Erschließung von Grundstücken. Die Straße liegt im Blümchenviertel, dieser Name hat sich durch die Nähe zum Volkspark gegenüber der Bezeichnung Blumenviertel (Rudow, Weißensee) bei Anwohnern eingebürgert. | Syringenweg | 15 |
| Tegnerstraße (Lage)                 | 070                                        | Esaias Tegnér (1782–1846), schwedischer Lyriker | 28. Juni 1907                       | Der erste Name war Straße 9h, Abt. XI des Bebauungsplans. Sie läuft in Nord-Süd-Richtung von einem Spielplatz an der Ibsenstraße bis zur Bornholmer Straße. Ruhige noch zentral gelegene Wohnstraße mit Kopfsteinpflaster. Die Häuser bestehen überwiegend aus Altbauten. Die kurze Straße endet als Sackgasse an einer Kindertagesstätte. | Tegnerstraße 2012 | 11 |
| Templiner Straße (Lage)             | 0260                                       | Templin, Stadt in Brandenburg | 9. Sep. 1866                        | Der erste Name war Straße 22, Abt. XI des Bebauungsplans. Sie verläuft in Nord-Südwestführung zwischen Schwedter Straße und Fehrbelliner Straße und tangiert den Teutoburger Platz. | Templiner Straße 2012 | 01 |
| Teutoburger Platz (Lage)            | 0120 × 90                                  | Teutoburger Wald, ein bis zu 446 m hoher Mittelgebirgszug in Niedersachsen und Nordrhein-Westfalen | 9. Dez. 1875                        | Der erste Name war Platz A, Abt. XI im Hobrecht-Plan. Die Bebauung um den Platz setzte ab 1860 ein. Der Platz wurde von Hermann Mächtig gestaltet und blieb über die Jahrhunderte als „grüne Lunge“ erhalten. Nach einigen Ergänzungen bzgl. der Platznutzung (Trafohaus, das seit den 1990er Jahren als „Platzhaus“ von einem Bürgerverein betrieben wird) und der Bepflanzung, in den 1980er Jahren Aufstellung eines Brunnens aus dem Atelier von Stephan Horota, ist er weiterhin eine gern genutzte Erholungsanlage. | Der „Teute“ mit Platzhaus (links) und einem Spiel- /Tobeplatz (rechts)                                                                        | 01 |
| Thaerstraße (Lage)                  | 0600 (im Ortsteil)                         | Albrecht Daniel Thaer (1752–1828), Begründer der modernen Agrarwissenschaften | 18. Okt. 1881                       | Der erste Name war Straße 50, Abt. XIII/2 des Bebauungsplans. Damals verlief sie von der Frankfurter Allee über den Baltenplatz und die Ringbahn unweit des Bahnhofs Zentral-Viehhof bis Landsberger Allee / Oderbruchstraße. Der im Ortsteil Fennpfuhl liegende Abschnitt, zwischen Einmündung des neuen Südabschnitts der Storkower Straße und dem Grundstück Thaerstraße 28a, wurde mit Wirkung vom 21. Januar 1963 aufgehoben. Mit dem Neuaufbau der zerstörten Wohnhäuser wurde die Thaerstraße nach 1974/1975 verkürzt und reichte vom Bersarinplatz bis zur Ringbahn. Seit der Verkehrsübergabe der neuen Thaerstraßenbrücke 2002 reicht die Thaerstraße wieder bis zur Storkower Straße. | Verwaltungsgebäude an der Thaerstraße · Thaerstraße / Ecke Zur Börse                                                                          | 10 |
| Thomas-Mann-Straße (Lage)           | 0250                                       | Thomas Mann (1875–1955), Schriftsteller | 24. Jan. 1976                       | Die Straße wurde nach der Verkürzung der Kniprodestraße und der Umleitung des dortigen Verkehrs 1976 gewidmet. Bereits in den 1920er Jahren sind in entsprechenden Stadtplänen Straßen eingezeichnet, die zwischen der Storkower Straße und dem Ortsteil Weißensee angelegt oder vorhandene entsprechend verlängert werden sollten. In den 1940er Jahren wurde das neue Straßensystem in Teilen verwirklicht, die noch nicht angelegten erhielten Nummerierungen (hier: 104). | Blick von Südwesten | 14 |
| Topsstraße (Lage)                   | 0350                                       | Hermann Tops (1897–1944), Werkzeugmacher und Widerstandskämpfer gegen das NS-Regime | 31. Jan. 1952                       | Die erst in den 1930er Jahren angelegte Straße erhielt 1937 den Namen Ludwigstraße nach Otto Ludwig, einem Anhänger der NS-Bewegung, der 1932 bei politischen Auseinandersetzungen verstarb. Die Topsstraße beginnt nahe der Schönhauser Allee an der Cantianstraße und verläuft in westlicher Richtung bis zur Mündung in die Eberswalder Straße. Die zentral gelegene Straße ist eine eher ruhige Wohnlage, obwohl Sie hier mitten im Szene-Kiez vom Prenzlauer Berg liegt. Die Wohnhäuser bieten einen freien Blick über den Friedrich-Ludwig-Jahn-Sportpark. | Topsstraße (2012) | 05 |
| Torstraße (Lage)                    | 0760 (im Ortsteil)                         | in Anlehnung an die Thorstraße, wie ein Straßenteil im Ortsteil Mitte bis 1873 hieß | 25. Juli 1994                       | Der im Ortsteil verlaufende Abschnitt der Torstraße zwischen Gormannstraße und Prenzlauer Allee trug im Verlauf der Geschichte verschiedene Namen: Schönhauser Communication (um 1770–1832), Wollankstraße (1832–1873), Lothringer Straße (1873–1951). 1951 erhielt sie den Namen Wilhelm-Pieck-Straße nach Wilhelm Pieck, dem ersten Präsidenten der DDR. 1994 bekam sie den Namen Torstraße. Nur die Nordseite gehört zum Ortsteil Prenzlauer Berg. | Torstraße 75 Ecke Christinenstraße | 02 |
| Trachtenbrodtstraße (Lage)          | 0310                                       | Martin Trachtenbrodt (1909–1942), Arbeiter und Widerstandskämpfer gegen das NS-Regime | 31. Jan. 1952                       | Der erste Name im Bebauungsplan lautete Straße 35. 1931 erhielt sie die Bezeichnung Elmstraße nach dem Gewerkschaftsfunktionär Adolph von Elm. In der NS-Zeit benannte man sie 1933 um in Ypernstraße nach dem Ort Ypern, bei dem im Ersten Weltkrieg eine Schlacht mit Einsatz von Giftgas stattfand. Die Straße verbindet den Lindenhoekweg mit der Küselstraße in Nordost-Südwest-Führung. | Trachtenbrodtstraße | 13 |
| Ueckermünder Straße (Lage)          | 0250                                       | Ueckermünde, Hafenstadt in Mecklenburg-Vorpommern | 28. Juni 1907                       | Der erste Name war Straße 2, Abt. XI des Bebauungsplans. Sie verbindet die Norwegerstraße mit der Malmöer Straße in West-Ost-Führung. Östlich führt der Straßenzug als Paul-Robeson-Straße weiter. | Ueckermuender Straße | 11 |
| Varnhagenstraße (Lage)              | 0340                                       | Karl August Varnhagen von Ense (1785–1858), Chronist der Romantik und des 19. Jahrhunderts | 19. Dez. 1912                       | Der erste Name war Straße 18c, Abt. XI des Bebauungsplans. Die innerstädtische, baumbestandene Straße mit Wohnhäusern aus den 1920er Jahren verläuft zwischen Wisbyer Straße und Erich-Weinert-Straße in leichter Nord-Südwest-Führung. Die Straße endet am Humannplatz wo es einen großen Kinderspielplatz gibt. | | 12 |
| Viehtrift (Lage)                    | 0230                                       | Viehtrift, hier: Weg, auf dem Schlachtvieh zu den Auktionen getrieben wurde | 8. Nov. 2005                        | Die neue Straße wurde am 22. Januar 2008 für den öffentlichen Verkehr freigegeben. Sie verläuft zwischen Thaerstraße und Richard-Ermisch-Straße, wo am Blankenburg-Park endet, in leichter West-Ost-Führung. | Viehtrift | 10 |
| Virchowstraße (Lage)                | 0100 (im Ortsteil)                         | Rudolf Virchow (1821–1902), Mediziner | 17. März 1891                       | Der erste Name war Straße 32, Abt. XIII/2 des Bebauungsplans. Die Errichtung des SEZ und der umgebenden Freiflächen führte dazu, dass die Virchowstraße in ihrem Nordabschnitt (zwischen Straße Am Friedrichshain und Volkspark Friedrichshain) als Fußweg ausgebildet wurde. Am südlichen Ende kann sie von Autos befahren werden und ist östlich an die Langenbeckstraße angeschlossen. Hier befindet sich für Dienstfahrzeuge eine Zufahrt von der Landsberger Allee zum Klinikum im Friedrichshain. | | 04 |
| Walter-Friedländer-Straße (Lage)    | 0290                                       | Walter Friedländer (1891–1984), Sozialpädagoge, Kommunalpolitiker, Verfolgter des NS-Regimes | 23. Okt. 2000                       | Sie liegt zwischen Hermann-Blankenstein- und Thaerstraße und wurde am 7. November 2002 dem öffentlichen Verkehr übergeben. | Walter-Friedländer-Straße | 10 |
| Werner-Kube-Straße (Lage)           | 0220                                       | Werner Kube (1923–1945), Autoschlosser und Widerstandskämpfer gegen das NS-Regime | 4. Sep. 1974                        | Der erste Name war Straße 9, Abt. XIII im Bebauungsplan. 1911 erhielt sie die Bezeichnung Pregelstraße nach dem Fluss Pregel im damaligen Ostpreußen, seit 1945 Pregolja in Russland. | | 08 |
| Wichertstraße (Lage)                | 1070                                       | Ernst Wichert (1831–1902), Schriftsteller und Jurist | 11. Juni 1902                       | Der erste Name war Straße 19, Abt. XII des Bebauungsplans. Am 9. November 1911 wurde der zwischen der Prenzlauer Allee und der Greifswalder Straße liegende Abschnitt (der bis dahin auch Wichertstraße hieß) in Grellstraße umbenannt. In dieser Straße (Hausnummer 22/23) befindet sich das Hauptportal der katholischen Kirche Heilige Familie, bündig in den benachbarten Wohnblock eingefügt. Es ist eine verkehrsreiche innerstädtische Wohnstraße mit breitem begrünten Mittelstreifen und einer Radspur auf der Fahrbahn. Die Straße besteht aus einer Mischung von Altbauten, Nachkriegsbauten und Neubauten und einigem Gewerbe. Am Humannplatz gegenüber der Kirche Zur Heiligen Familie gibt es einen großen Spielplatz. | Prenzlauer Allee Ecke Wichertstraße; 1949 | 12 |
| Winsstraße (Lage)                   | 0860                                       | Thomas Wins (eigentlich Wyns, 1385 bis vor 4. Februar 1465), Gutsbesitzer und Berliner Bürgermeister | 17. März 1891                       | Der erste Name war Straße 25, Abt. XII des Bebauungsplans. 1984 wurde ein Teil der Winsstraße in Franz-Dahlem-Straße nach Franz Dahlem, einem kommunistischen Politiker, und 1993 in Ella-Kay-Straße umbenannt. Die Winsstraße führt von der Heinrich-Roller-Straße zur Danziger Straße. | Winsstraße | 03 |
| Wisbyer Straße (Lage)               | 1100                                       | Visby (deutsch auch Wisby), Stadt an der Westküste der schwedischen Ostseeinsel Gotland | 23. Aug. 1905                       | Die ersten Namen waren Straße 31 und Straße 31a, Abt. XII des Bebauungsplans. Die Wisbyer Straße ist Teil des äußeren Straßenringes aus dem Hobrecht-Plan von 1862, bestehend aus Seestraße, Osloer Straße, Bornholmer Straße, Wisbyer Straße und Ostseestraße. Sie bildet die Grenze zum Ortsteil Pankow, zu dem die nördliche Straßenseite gehört. | Wisbyer Straße | 12 |
| Wörther Straße (Lage)               | 0670                                       | Wœrth (deutsch Wörth an der Sauer), Stadt im Elsass, Frankreich | 25. Juni 1875                       | Der erste Name war Straße 7, Abt. XII des Bebauungsplans. Die Wörther Straße verläuft von der Schönhauser Allee bis zur Prenzlauer Allee. In diesem Viertel sind mehrere Straßen nach Orten benannt, die im Deutsch-Französischen Krieg von Bedeutung waren. | Wörther Straße am Kollwitzplatz | 04 |
| Ystader Straße (Lage)               | 0250                                       | Ystad, Stadt in der südschwedischen Provinz Skåne an der schwedischen Südküste | 15. Sep. 1906                       | Die Straße war zuvor der südliche Teil der Malmöer Straße. Sie verläuft zwischen Kopenhagener Straße und Gaudystraße. Ein nördliches Teilstück ist eine Sackgasse und endet am Gelände der Ringbahn. | Ystadter Straße, 11. Grundschule | 11 |
| Zehdenicker Straße (Lage)           | 0140 (im Ortsteil)                         | Zehdenick, Kleinstadt in Brandenburg | 16. Okt. 1863                       | Der erste Name war Straße 59, Abt. XI des Bebauungsplans. Die Straße führt von der Choriner Straße zur Christinenstraße. Der westliche Teil zwischen Weinbergsweg und Choriner Straße liegt im Ortsteil Mitte. | Zehdenicker Straße | 01 |
| Zelterstraße (Lage)                 | 0200                                       | Carl Friedrich Zelter (1758–1832), Musiker, Komponist und Dirigent | 1. Juni 1910                        | Die ersten Namen waren Straße 20 und Straße 20d, Abt. XII des Bebauungsplans. Die Zelterstraße verlief ursprünglich von der Lychener bis zur Naugarder Straße. Durch Baumaßnahmen 1929/1930 wurde sie verkürzt. Am 27. Januar 1931 wurde der Teil, der von der Hosemann- bis zur Naugarder Straße führte, in Drunselweg nach dem Gewerkschaftsfunktionär Adam Drunsel umbenannt. Dieser Abschnitt trägt seitdem dauerhaft einen eigenen Namen, ab 1952 Rietzestraße. An der Ecke mit der Dunckerstraße steht die Neuapostolische Kirche (siehe Bild). | Neuapostolische Kirche Zelterstraße / Ecke Dunckerstraße                                                                                      | 12 |
| Zionskirchstraße (Lage)             | 0220 (im Ortsteil)                         | hier stehende Zionskirche | 13. Dez. 1866                       | Der erste Name war Straße 61, Abt. XI des Bebauungsplans. Der Teil westlich der Choriner Straße liegt in Mitte. | Zionskirchstraße | 01 |
| Zum Langen Jammer (Lage)            | 0260                                       | Langer Jammer, einer der volkstümlichen Namen für die einstige 400 m lange stählerne Fußgängerbrücke von der Storkower zur Eldenaer Straße über das S-Bahn- und Schlachthofgelände                                         | 2. Dez. 2002                        | Die namensgebende Brücke wurde 1937 aus hygienischen Gründen errichtet, damit Passanten zum S-Bahnhof nicht das Schlachthofgelände durchquerten. Ende der 1970er Jahre wurde sie um 85 Meter zum Wohngebiet Fennpfuhl hin erweitert. Mit der Schließung des Schlachthofs verlor sie ihre Funktion und wurde Mitte 2002 bis auf den 85 Meter langen Teil vom S-Bahnhof zur Storkower Straße abgerissen. Der Name der Brücke wurde nun einer neuen Straße übertragen, die am 20. November 2007 dem öffentlichen Verkehr übergeben werden konnte. | | 10 |
| Zur Börse (Lage)                    | 0230                                       | Börsengebäude des ehemaligen Viehhofs | 8. Nov. 2005                        | Das Börsengebäude war der Mittelpunkt des Viehhofs, in dem etwa 400 Viehhändler, Viehexporteure und Vieh-Kommissionsgeschäfte ihren Sitz hatten und den Handel organisierten. Im Vorfeld eines Markttages wurden hier u. a. die Verkaufspreise ermittelt und dann in der Tagespresse veröffentlicht. – Am 22. Januar 2008 erfolgte die Verkehrsfreigabe der neuen Straße. | Zur Börse | 10 |
| Zur Innung (Lage)                   | 0140                                       | Innung, Organisationsform des Handwerks | 8. Nov. 2005                        | Der Name erinnert an das auf dem ehemaligen Vieh- und Schlachthof vorhandene Schlachter-Innungsgewerbe. Am 22. Januar 2008 erfolgte die Verkehrsfreigabe. | | 10 |
| Zur Marktflagge (Lage)              | 0230                                       | Marktflagge, zeigte den Zeitraum des erlaubten Viehhandels an | 8. Nov. 2005                        | Die Marktflagge wurde zu Beginn eines Markttages gehisst und am Ende des Markttages wieder eingeholt. Nur bei gehisster Marktflagge war der Handel mit Vieh erlaubt. Markttage waren Mittwoch und Sonnabend. Am 22. Januar 2008 erfolgte die Verkehrsfreigabe der neuen Straße. | Zur Marktflagge | 10 |
| Zur Rinderauktionshalle (Lage)      | 0230                                       | ehemals hier vorhandene Rinderauktionshalle | 8. Nov. 2005                        | Sie bildet die nördliche Begrenzung des Hermann-Blankenstein-Parks. Auf ihrer Nordseite wurde eine Kaufland-Filiale neu gebaut. In der in äußeren Bauteilen erhaltenen namensgebenden Halle hat sich der Fahrradhändler Zweirad-Stadler eingerichtet. | Reste der Hammelauktionshalle | 10 |
| Zur Waage (Lage)                    | 0110                                       | Viehwaage auf dem Gelände des ehemaligen Vieh- und Schlachthofs | 8. Nov. 2005                        | An der August-Lindemann-Straße befindet sich das unter Denkmalschutz stehende Waagehäuschen zwischen den ehemaligen Hammelställen. Am 22. Januar 2008 erfolgte die Verkehrsfreigabe der neuen Straße. | Zur Waage | 10 |

## Weitere Örtlichkeiten von Prenzlauer Berg

### Parks

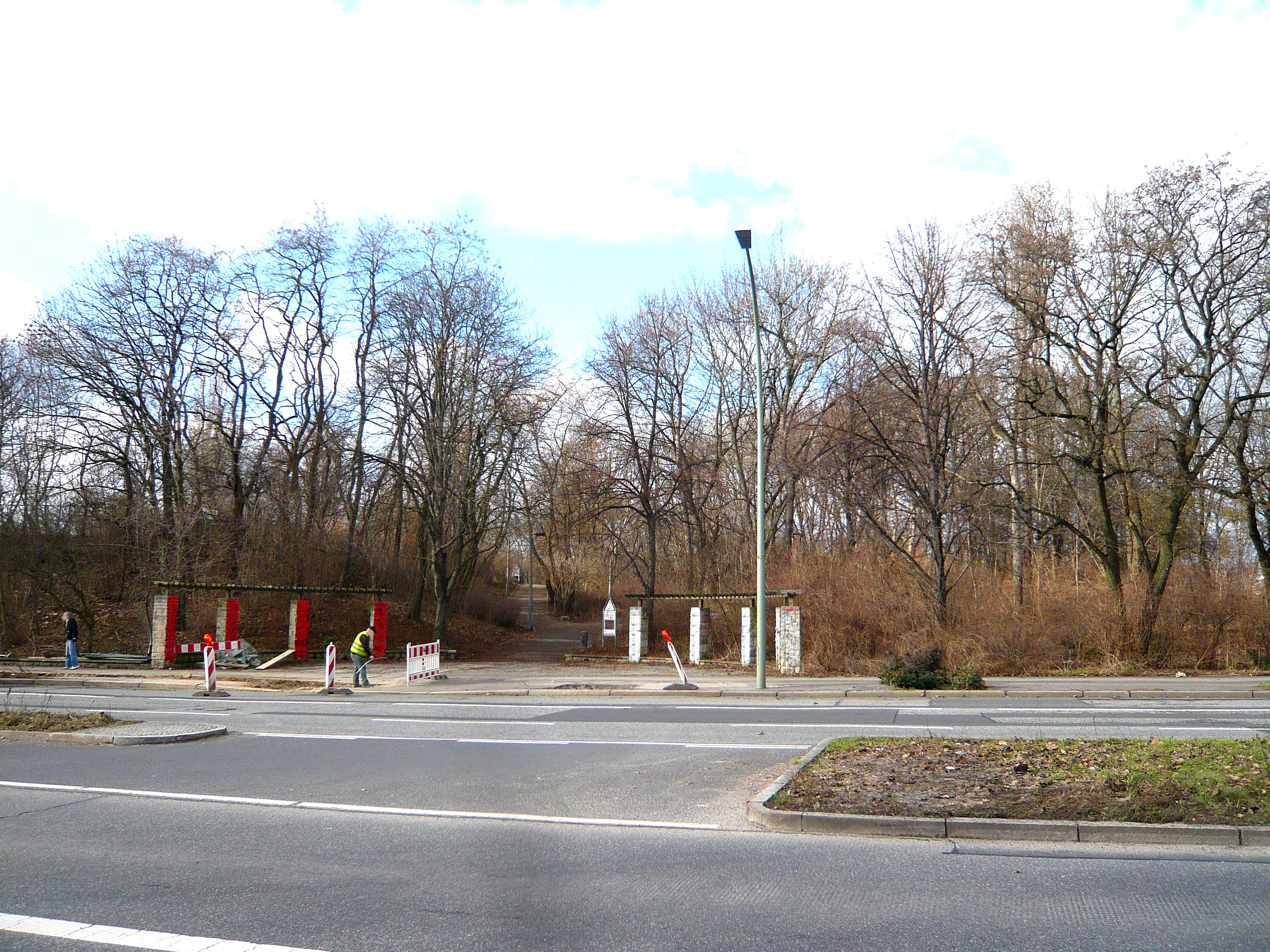
Eingang zum Anton-Saefkow-Park in der Kniprodestraße

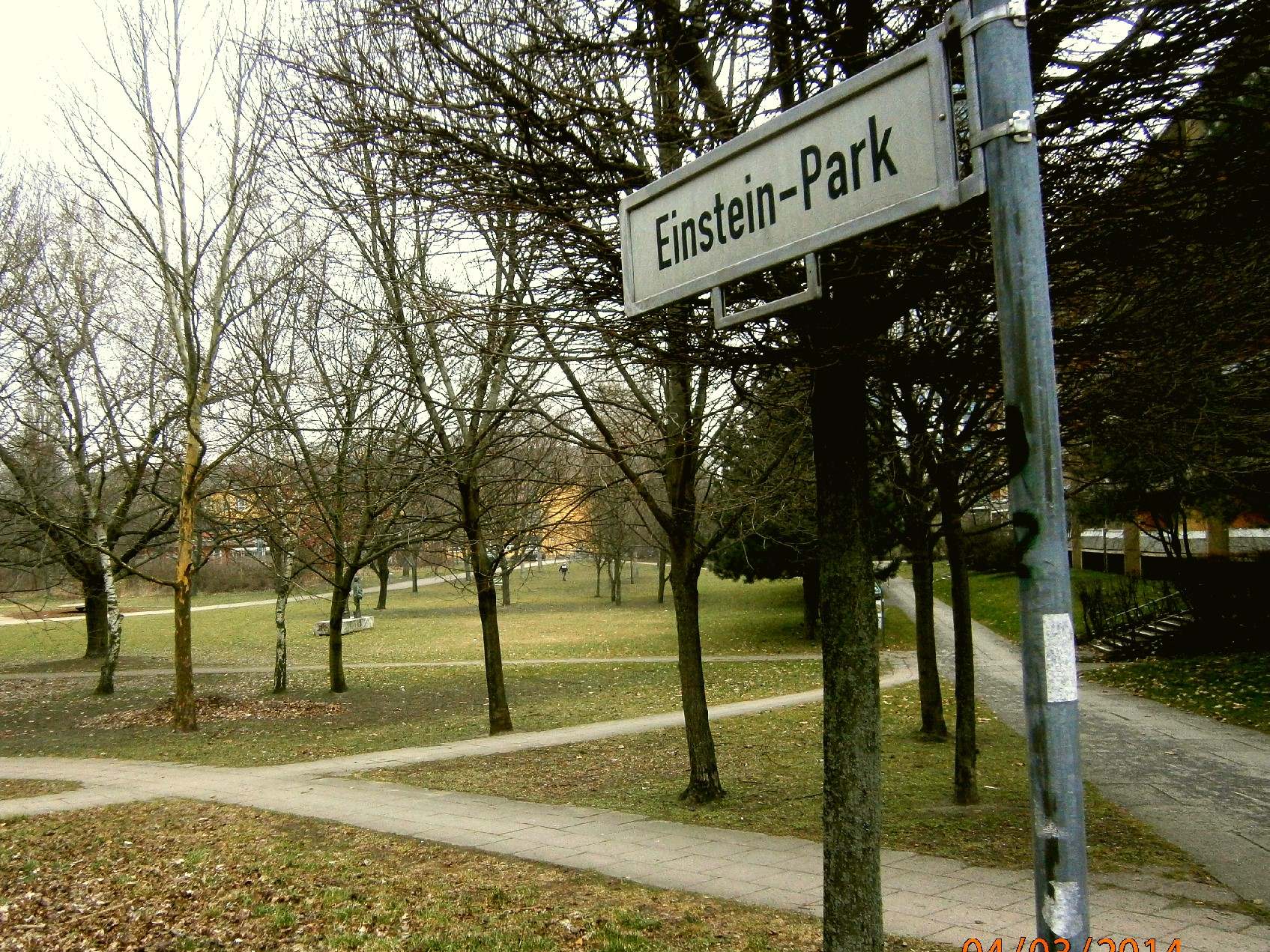
Einsteinpark zwischen Einsteinstraße und Pieskower Weg

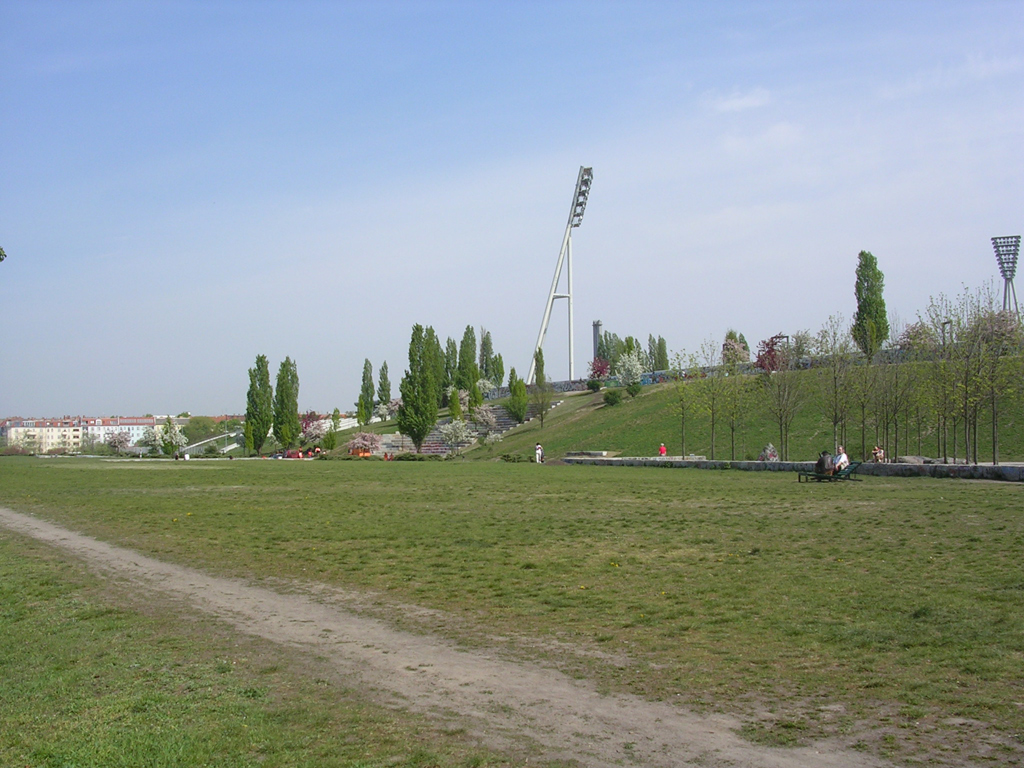
Mauerpark

- Ernst-Thälmann-Park Auf dem Gebiet des einstigen Gaswerks entstanden in den Jahren 1983 bis 1986 Wohnungen, das Zeiss-Großplanetarium sowie umfangreiche Parkanlagen.
- Einsteinpark
- Friedrich-Ludwig-Jahn-Sportpark Hier befinden sich das Jahnstadion (nach dem Olympiastadion das zweitgrößte in Berlin), mehrere Sportplätze für Tennis und Beachvolleyball sowie angrenzend die Max-Schmeling-Halle
- Hausburgpark
- Hermann-Blankenstein-Park
- Leise-Park: die Parkanlage an der Heinrich-Roller-Straße wurde am 1. Juni 2012 eröffnet. Der Leisepark liegt auf 15.900 m² ehemaliger Teilflächen des Friedhofs St. Marien–St. Nicolai, die der Senat von Berlin vom Evangelischen Friedhofsverband Berlin Stadtmitte erworben hatte. Teile der Friedhofsausstattung sind erhalten, ergänzt wurden sie mit naturnahen Spielanlagen und Verweilmöglichkeiten.[161]
- Mauerpark (Lage), ab 1990 auf einem Teilstück der ehemaligen Mauer entstanden. Im 19. Jahrhundert gehörte das Gelände zum Alten Exercierplatz.
- Volkspark Anton Saefkow: westlich der Bahntrasse zwischen Greifswalder Straße und Kniprodestraße gelegener Park, der durch Aufschüttung von Kriegstrümmern entstand
- Volkspark Prenzlauer Berg, eine nach dem Zweiten Weltkrieg auf einem Trümmerberg entstandene Parkanlage

### Weitere Anlagen
- Jüdischer Friedhof Schönhauser Allee mit zahlreichen Grabstellen bekannter jüdischer Bürger. Hier befindet sich auch ein Lapidarium, in dem restaurierte Grabsteine aufbewahrt werden, die nach den Verwüstungen durch die Nationalsozialisten und den Krieg nicht mehr einem Standort zugeordnet werden konnten.
- Velodrom am S-Bahnhof Landsberger Allee, eine der größten Veranstaltungshallen Berlins. Das Velodrom wurde im Rahmen der Berliner Bewerbung für die Olympischen Spiele 2000 von Dominique Perrault anstelle der Werner-Seelenbinder-Halle geplant und gebaut.
- Wasserturmplatz, denkmalgeschütztes Bauensemble und Gartendenkmal

### Kleingartenanlagen
In Prenzlauer Berg existieren 814 Kleingärten in acht Anlagen, deren Bestand nach dem Kleingartenentwicklungsplan 2010 auf Zusage der Senatsverwaltung bis 2020 gesichert sind. Die Flächen an der Bornholmer Straße (Nähe S-Bahnhof) und am Volkspark Prenzlauer Berg zählen jedoch zu den strategischen Flächenreserven, im zweiten Fall für einen eventuellen Ausbau des Straßenrings, im ersteren für den Wohnungsbau, der hier infolge des Ersten Weltkriegs nicht stattfand. Der Bedarf nach wohnortnahen Kleingärten besteht auch weiterhin.
Die bestehenden Kleingartenanlagen (KGA), früher meist Kolonien genannt, im Ortsteil Prenzlauer Berg sind:
| Name der KGA Nr. im Flächenplan                        | Koordinate | wann gegründet | Anzahl der Gärten/ Parzellen | Zugang                     | Bemerkungen, ggf. Foto |
| ------------------------------------------------------ | ---------- | -------------- | ---------------------------- | -------------------------- | --- |
| ,Bornholm I’ 03003                                     | Lage       | 1896           | 236                          | Bjoernsonstraße            | auf 77.778 m² landeseigenem Pachtland; drei Dauerbewohner. Der Step stuft die beiden Anlagen Bornholm jedoch als „Kleingärten mit langfristiger Nutzungsperspektive“ ein. Bis zum Mauerfall gehörte Bornholm I zum Grenzgebiet und durfte nur mit Sondergenehmigung betreten werden.                                             |
| ,Bornholm II’ 03004                                    | Lage       | 1896           | 185                          | IIbsenstraße               | auf 60.830 m² landeseigenem Pachtland und 6.820 m² auf Privatpachtland der evangelischen Kirche Gemäß dem ‚Stadtentwicklungsplan Wohnen 2015‘ ist die KGA nur bis nach 2025 gesichert, danach soll sie mit Wohnhäusern bebaut werden, sie gilt damit als ‚gefährdet‘. Beide Anlagen Bornholm entstanden auf früheren Müllhalden. |
| ,Am Volkspark Prenzlauer Berg’ (auch: Zur Laube) 03001 | Lage       | 1905           | 125                          | Hohenschönhauser Straße 80 | + ein Dauerbewohner auf 45.455 m² landeseigenem Pachtland, die dauerhaft gesichert sind. Weitere 35 Parzellen auf 12.457 m² landeseigenem Pachtland sind nur zeitlich gesichert und für den Bau von übergeordneter Hauptverkehrsstraße vorgesehen.                                                                               |
| ,Berg und Tal’ 0300                                    | Lage       | 1930           | 014                          | Greifswalder Straße 80     | auf 5.026 m² landeseigenem Pachtland (in Bahnnähe), die nur zeitlich gesichert sind. |
| ,Grönland ’ 03005                                      | Lage       | 1904           | 094                          | Süderbrokweg 30            | +zwei Dauerbewohner auf 41.088 m² landeseigenem Pachtland geltzen als gesichert; weitere 18 Parzellen auf 7.930 m² Landesland gelten nur bis zum Ausbau des Seestraßenrings als gesichert. |
| ,Neu Berlin’ 03006                                     | Lage       | 1901           | 024                          | Stedinger Weg              | auf 8.088 m² auf Pachtfläche des Landes am Südrand der Eigenheimsiedlung; ist zeitlich gesichert. Im Jahr 2000 konnte ein Vereinsheim eingeweiht werden. |
| ,Neues Heim’ 03007                                     | Lage       | 1908           | 066 012                      | Kniprodestraße 59          | auf 24.241 m² und 4.550 m² Landesland; Die ersten Parzellen gelten nach Kleingartenentwicklungsplan als dauerhaft gesichert, die übrigen liegen im Bereich der geplanten Ringstraße in Fortsetzung der Seestraße durch Lichtenberg.                                                                                              |
| ,Prenzlauer Vorstadt’ 03008                            | Lage       | 1912           | 00 7                         | Gubitzstraße               | auf 1.500 m² privatem Land, gilt als ungesichert nach Sicherungsstufe Ia. |